# Mercedes-Benz Baureihe 212
Die Mercedes-Benz Baureihe 212 (E-Klasse) ist ein Pkw-Modell der oberen Mittelklasse von Mercedes-Benz, das von Anfang 2009 bis Januar 2016 (Limousine) bzw. Mai 2016 (Kombi) gebaut wurde.
Es löste den Vorgänger Baureihe 211 ab und ist als Limousine (W 212) oder Kombi (S 212) verfügbar. Für den chinesischen Markt wird eine Langversion angeboten (V 212). Coupé und Cabriolet bilden als C 207, bzw. A 207 die eigenständige Baureihe 207.

## Modellgeschichte

### Allgemeines
Die Premiere der Limousine fand am 10. Januar 2009 auf der Detroit Motor Show statt, die Auslieferung begann am 28. März 2009. Das T-Modell, die Kombi-Version, wurde ab dem 21. November 2009 ausgeliefert.
Im Vergleich zum Vorgängermodell erscheint das Fahrzeug kantiger und wuchtiger. Das durch die Baureihe 210 1995 eingeführte „Vier-Augen-Gesicht“ wurde durch eckige Scheinwerfer ersetzt.
Das Automatikgetriebe der Sechs- und Achtzylindermotoren wird nun mit einem Wählhebel an der Lenksäule bedient, das der Vierzylindermotoren wurde bis September 2011 über den Schaltknauf in der Mitte bedient. Seit Anfang Oktober 2011 haben auch die Vierzylinder-Modelle, die mit der Siebengang-Automatik ausgestattet sind, den Wählhebel an der Lenksäule. Der E 350 BlueTEC ist seit September 2013 das weltweit erste mit einer Neungangautomatik ausgestattete Auto.

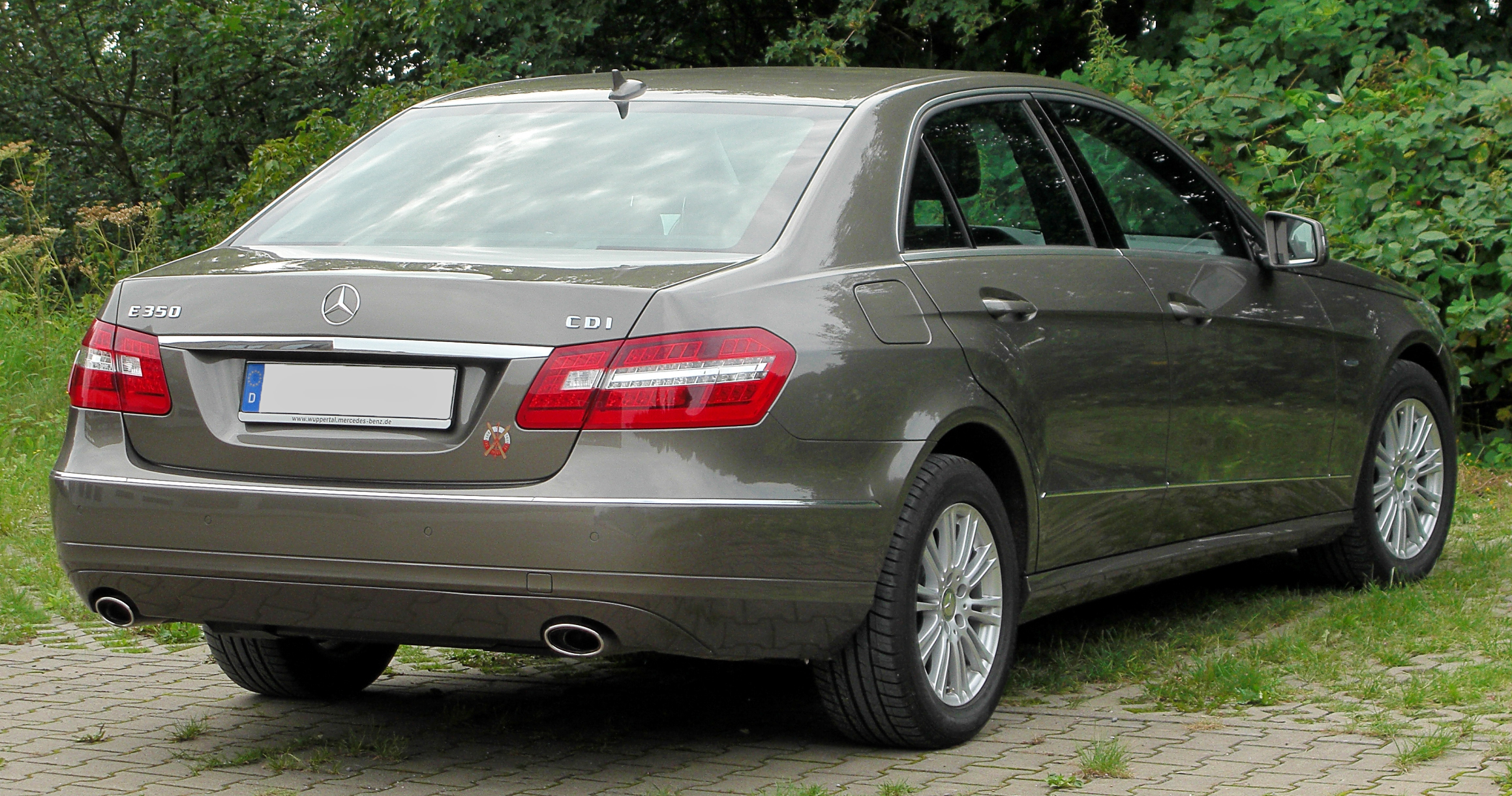
W 212 Heckansicht
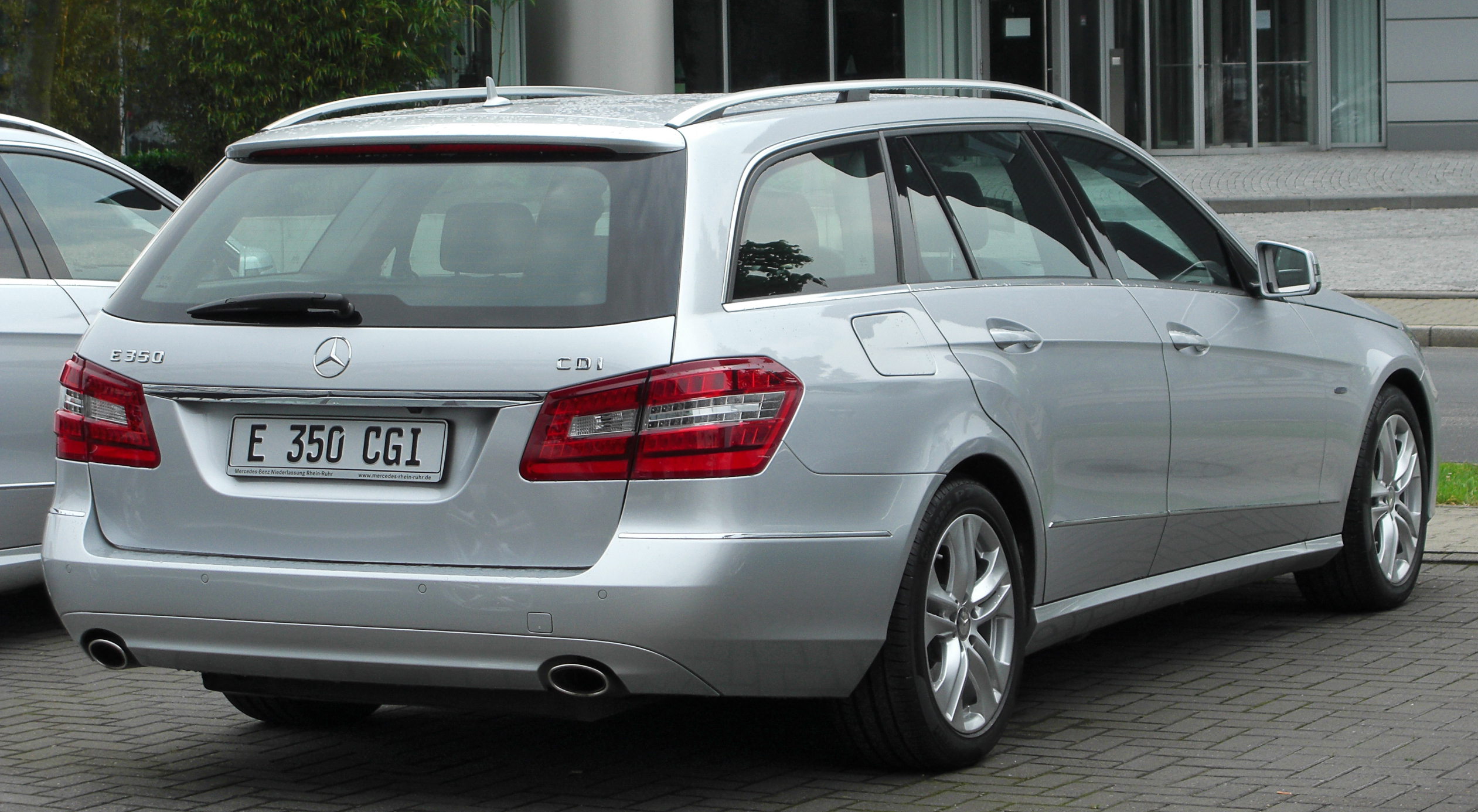
Heckansicht E 350 CDI BlueEFFICIENCY T-Modell Avantgarde (2009–2011)
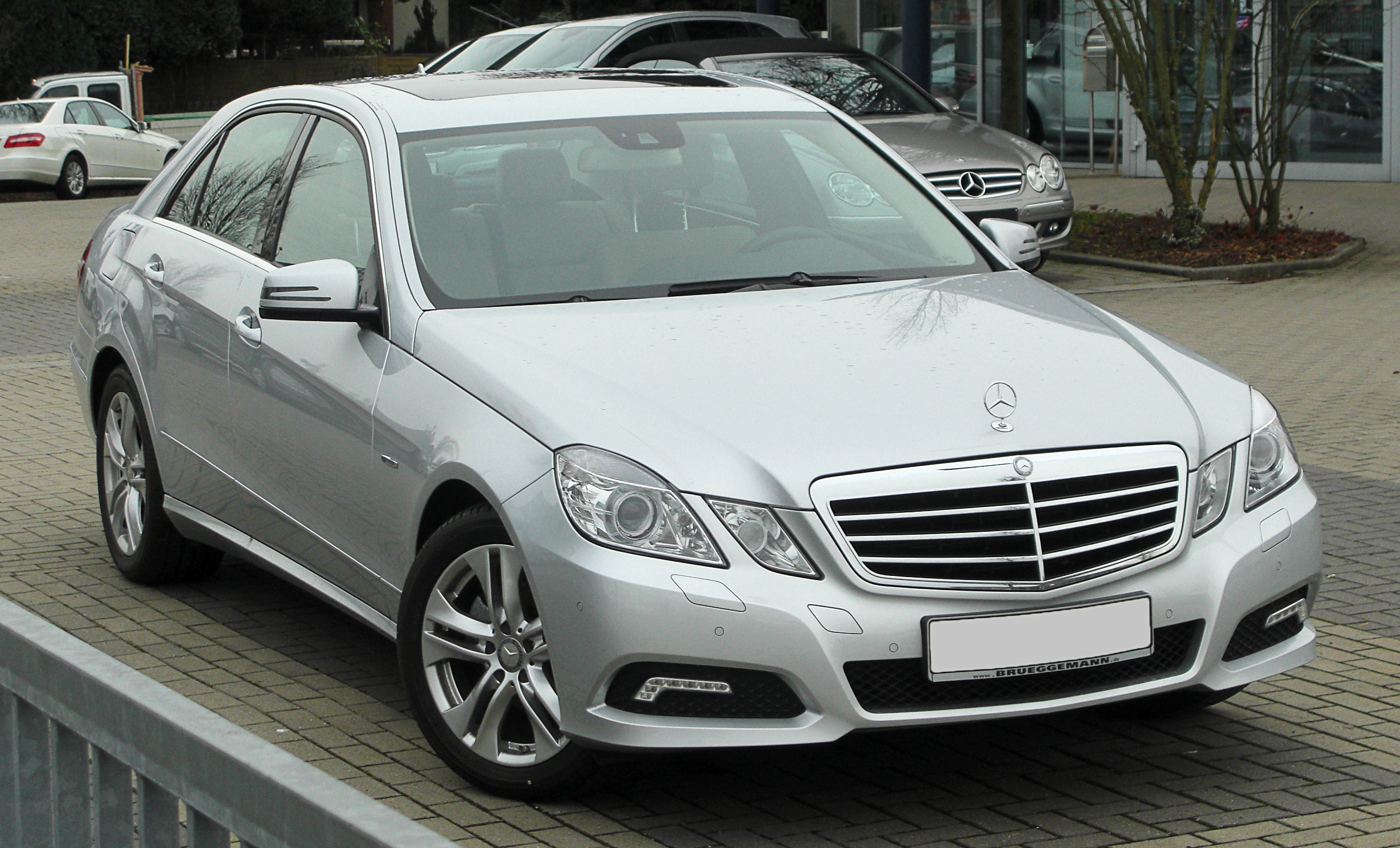
E 200 CDI BlueEFFICIENCY Avantgarde (2009–2010)
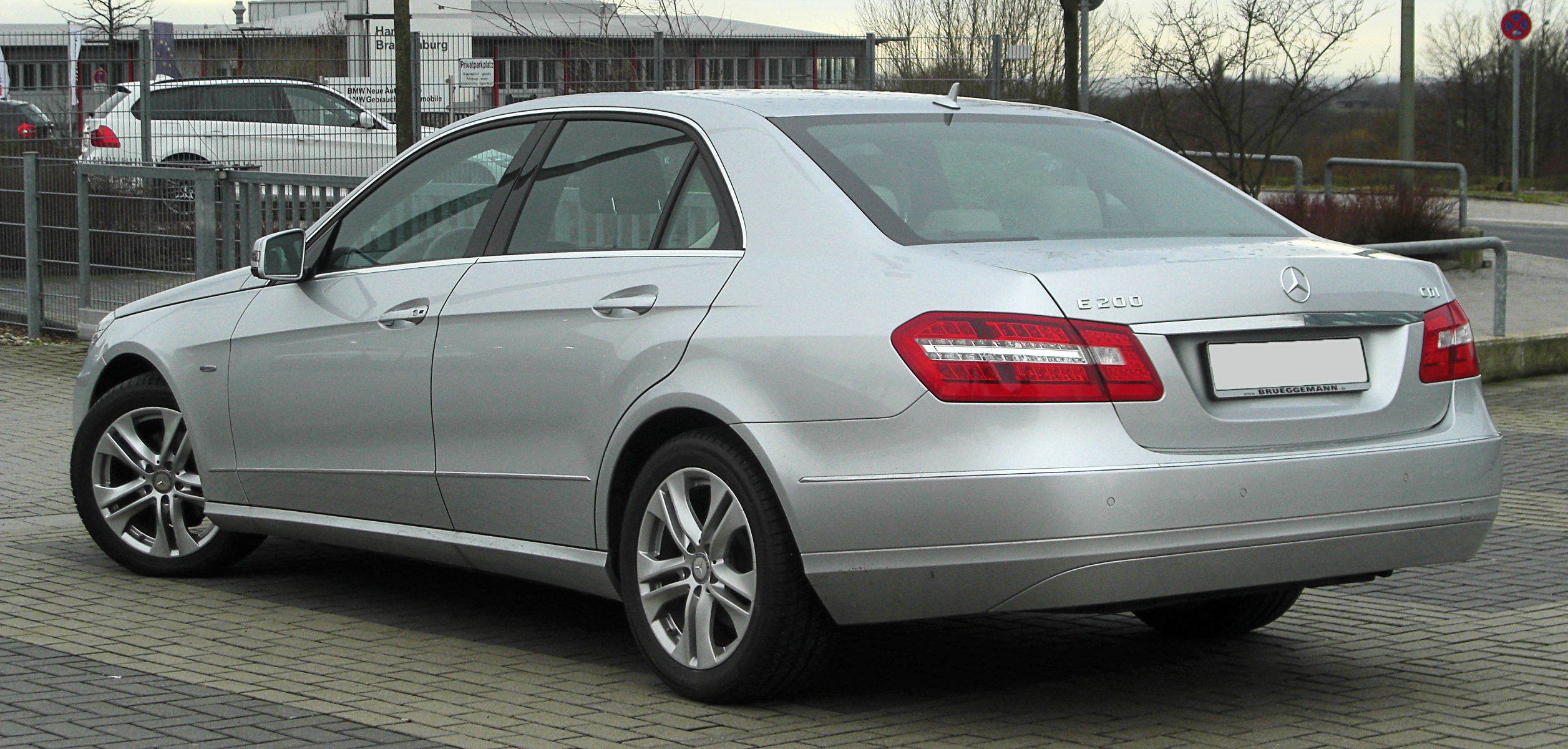
Heckansicht E 200 CDI BlueEFFICIENCY Avantgarde (2009–2010)
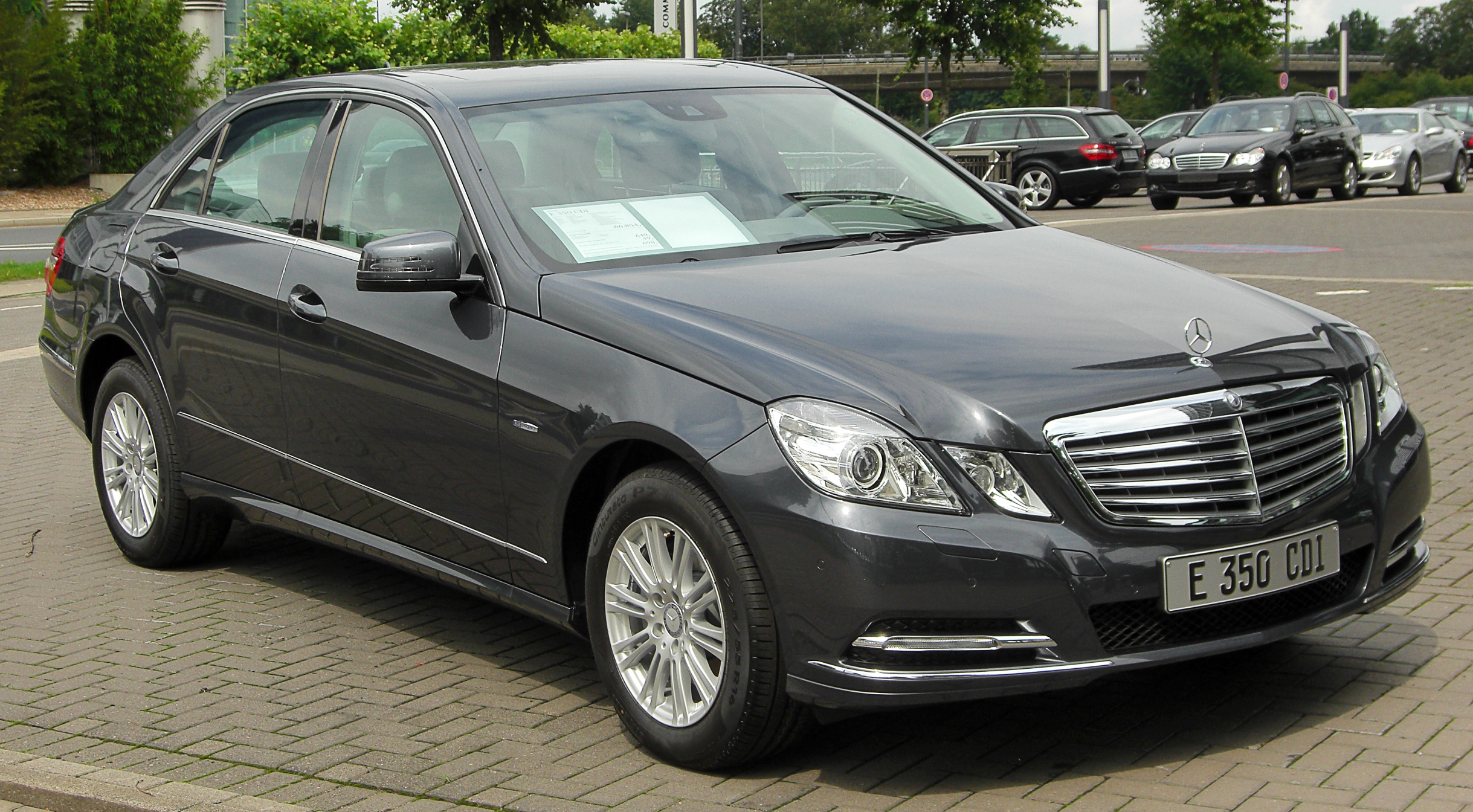
Neugestaltete LED-Leiste bei den Avantgarde-Modellen bzw. Modellen mit ILS (2010–2013)
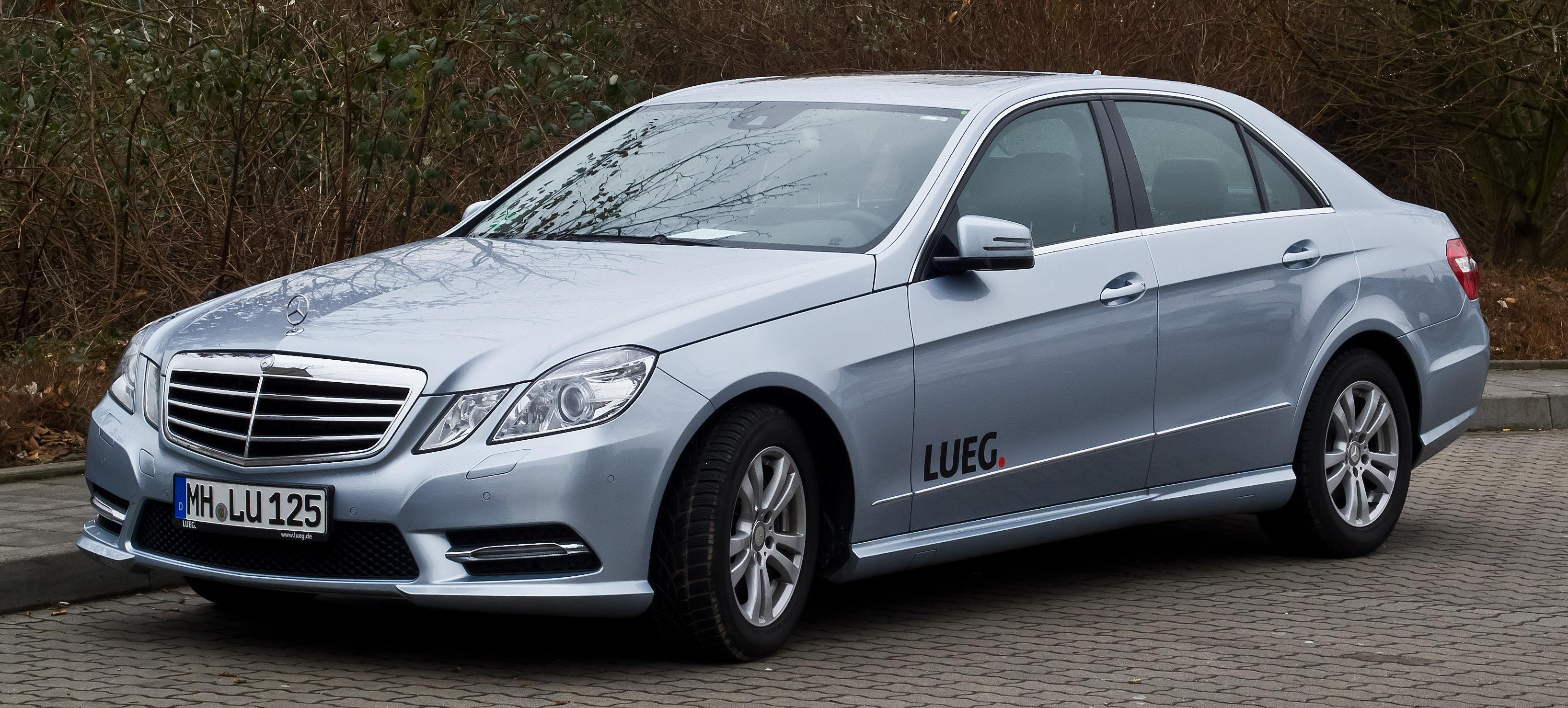
Mercedes-Benz E 300 BlueTEC HYBRID Avantgarde Sport-Paket AMG
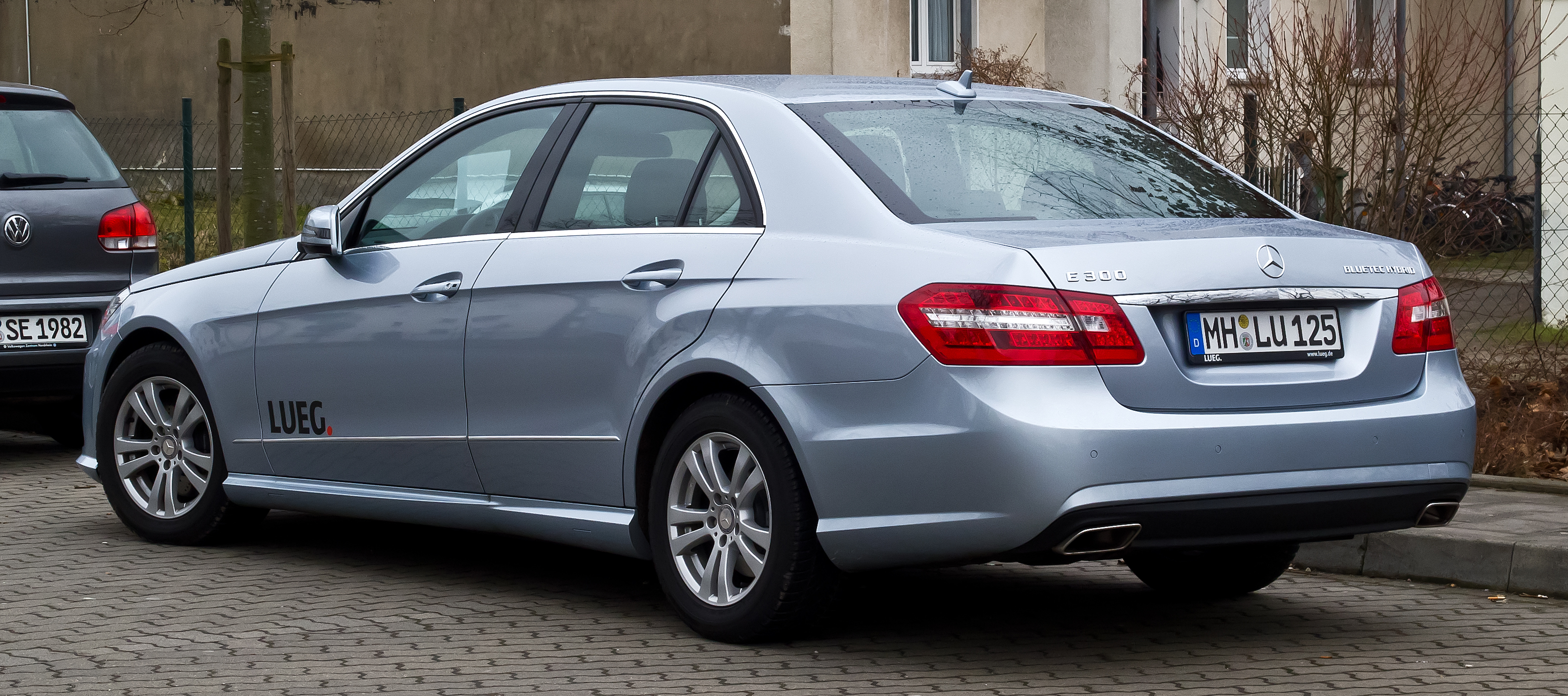
Mercedes-Benz E 300 BlueTEC HYBRID Avantgarde Sport-Paket AMG
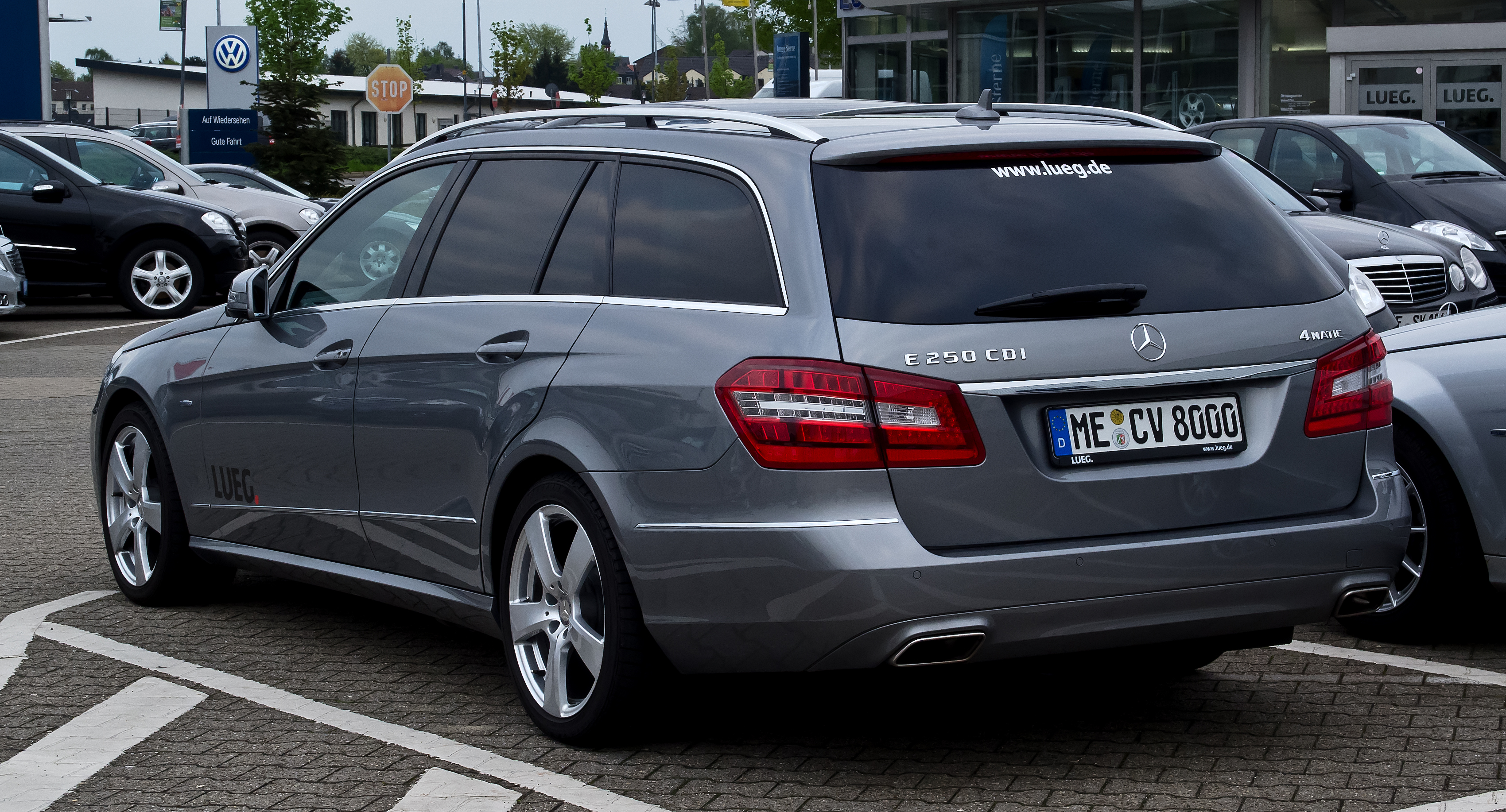
Mercedes-Benz E 250 CDI 4MATIC BlueEFFICIENCY T-Modell Avantgarde Sport-Paket

### Technologie und Innovation
Im Vergleich zum Vorgängermodell wurde die statische Verwindungssteifigkeit um bis zu 30 % erhöht. Während der Entwicklung lag der Fokus insbesondere auf der Optimierung der Verbindungsstellen zwischen Fahrwerk und Karosserie sowie zwischen Antriebsstrang und Karosserie. Dadurch konnten Vibrationen reduziert und weniger stark an die Karosserie weitergeleitet werden.
Die Fahrwerkstechnik wurde neu entwickelt. Ein amplitudenabhängiges Dämpfungssystem, das auf hydromechanischem Weg funktioniert, Direct Control-Fahrwerk genannt, und dabei ohne Sensorik und Elektronik auskommt, ist serienmäßig. Bei normaler Fahrweise verringern sich die Dämpfkräfte automatisch – bei größerer Anregung am Stoßdämpfer, beispielsweise bei einer schnellen Kurvenfahrt, aktiviert sich die maximale Dämpfkraft und das gesamte Fahrzeug wird stabilisiert. Für die Vorderachse entwickelte man ein Dreilenkersystem mit MacPherson-Federbeinen. Durch Einsatz von Aluminium verringerte sich das Gewicht der Vorderachse gegenüber dem Vorgänger um 12 %. Die Federbeine sind aufrecht eingebaut, wodurch die auf das Zugstrebenlager wirkenden Kräfte verringert werden. Hinten ist eine Raumlenkerachse eingebaut, die im Vergleich zur ursprünglichen Entwicklung aus den 1980er Jahren weiter modifiziert wurde. Um das Gewicht des Autos zu verringern, sind Streben und Radträger überwiegend aus Aluminium hergestellt. Lediglich der Fahrschemel besteht aus hochfestem Stahlblech. Außer dem Direct Control-Fahrwerk gibt es serienmäßig für die Ausstattungslinie Avantgarde und für alle anderen gegen Aufpreis das Agility-Control-Fahrwerk. Es ist mit stärkeren Drehstabstabilisatoren sportlicher abgestimmt und die Karosserie um 15 Millimeter tiefergelegt. Als dritte Fahrwerksoption steht die Airmatic genannte Luftfederung zur Wahl.
Auch die Lenkung wurde neu entwickelt. Serienmäßig ist eine servounterstützte Zahnstangenlenkung mit geschwindigkeitsabhängiger Lenkkraftunterstützung (Parameterlenkung). Durch eine andere Auslegung der Mittellager sind das Ansprechverhalten und der Lenkkomfort gegenüber dem Vorgänger verbessert worden. Eine Direktlenkung ist als Sonderausstattung erhältlich. Mit zunehmendem Lenkradwinkel wird die Übersetzung direkter, wodurch die Lenkradbewegungen, beispielsweise beim Einparken oder beim Durchfahren eines Kreisverkehrs, verringert werden.
Alle Sitze haben innen gefüllte Pfeifen, was bedeutet, dass unter dem Stoff- oder Lederbezug eine zusätzliche Schaumstofffüllung eingearbeitet ist. Dieses handwerklich anspruchsvolle Verfahren wird nur bei Mercedes angewandt. Bei dem Basismodell und der Ausstattungslinie Avantgarde sind die Sitzbezüge in Querrichtung konturiert, bei Elegance – in Erinnerung an das Sitzdesign der 1960er- und 1970er-Jahre bei Mercedes – in Längsrichtung. Auch die Dicke des Schaumstoffes ist nicht an allen Stellen des Sitzes gleich und variiert an insgesamt acht Stellen je nach aufliegendem Körperteil. Das Gewebe der Stoffe hat einen bis zu 30-prozentigen Anteil an Wolle, wodurch sich die Feuchtigkeitsaufnahme bei hohen Temperaturen verbessert. Der Fahrersitz ist serienmäßig mit einer Lordosenstütze ausgestattet, mit der die Lendenwirbelsäule abgestützt wird. In Verbindung mit der als Sonderausstattung erhältlichen Memory-Funktion, sind Fahrer- und Beifahrersitz mit einer elektropneumatisch einstellbaren Vier-Wege-Lordosenstützen ausgestattet, durch die sich die Stütze seitlich, in der Höhe sowie in der Ausprägung justieren lässt. Im Vergleich zum Vorgänger ist die Lehnenhöhe  um gut 30 % vergrößert.
Die Karosserie ist um 16 Millimeter länger, 10 Millimeter niedriger und 32 Millimeter breiter als die des Vorgängermodells. Auch der Radstand ist 20 Millimeter größer.
Die Oberfläche der Instrumententafel, die auf Wunsch zweifarbig gestaltet werden kann, besteht aus einer Haut aus Polyurethanschaum. Sie ist zusätzlich hinterschäumt. In Verbindung mit dem optional erhältlichen Exklusiv-Paket ist die Instrumententafel mit Planware kaschiert und durch Ziernähte akzentuiert. Zudem sind bei dem Paket Dachhimmel, Sonnenblenden und Säulenverkleidungen mit Alcantara bezogen. Das Handschuhfach bietet rund 6,8 Liter Fassungsvermögen und kann durch die Klima-Automatik gekühlt werden. Zusätzlich sind eine Zwölf-Volt-Steckdose und eine Anschlussbuchse für ein externes Audiogerät integriert. Auf Wunsch findet hier auch die Medien-Schnittstelle zum Anschluss eines MP3-Spielers Platz.
Den Fahrer informieren fünf Instrumente über Fahrgeschwindigkeit, Motordrehzahl, Uhrzeit, Kühlmitteltemperatur und Tankinhalt. Mit der sogenannten „Black-Panel-Technik“ sind die auf die einzelnen Rundinstrumente verteilten Warn- und Kontrollleuchten nur beim Einschalten der Zündung oder bei einer Störung sichtbar. In der Mitte des großen Tachometers ist ein zweiteiliges, weiß hinterleuchtetes monochromes Zentral-Display mit einer Diagonale von 4,5 Zoll eingebaut, das im oberen Bereich für wechselnde Anzeigen (zum Beispiel Kilometerstand, Reichweite, Fahrstrecke, Verbrauch) genutzt werden kann. Seit Sommer 2011 ist es ein Farbdisplay.
Mittig im Cockpit sitzt ein Farb-Display im 16:9-Format, das über alle Funktionen des Infotainmentsystems Comand informiert, wobei je nach Gerät verschiedene Größen angeboten werden. Für die Geräte Audio 20 und Audio 50 APS handelt es sich um ein Display mit 5,8-Zoll, bei Comand APS um 7,0 Zoll. Die Geräte werden über einen Controller in der Tunnelverkleidung bedient.
Für die 2013er-Generation wurde ein Geisterfahrerwarnsystem eingeführt.

### Serienausstattung

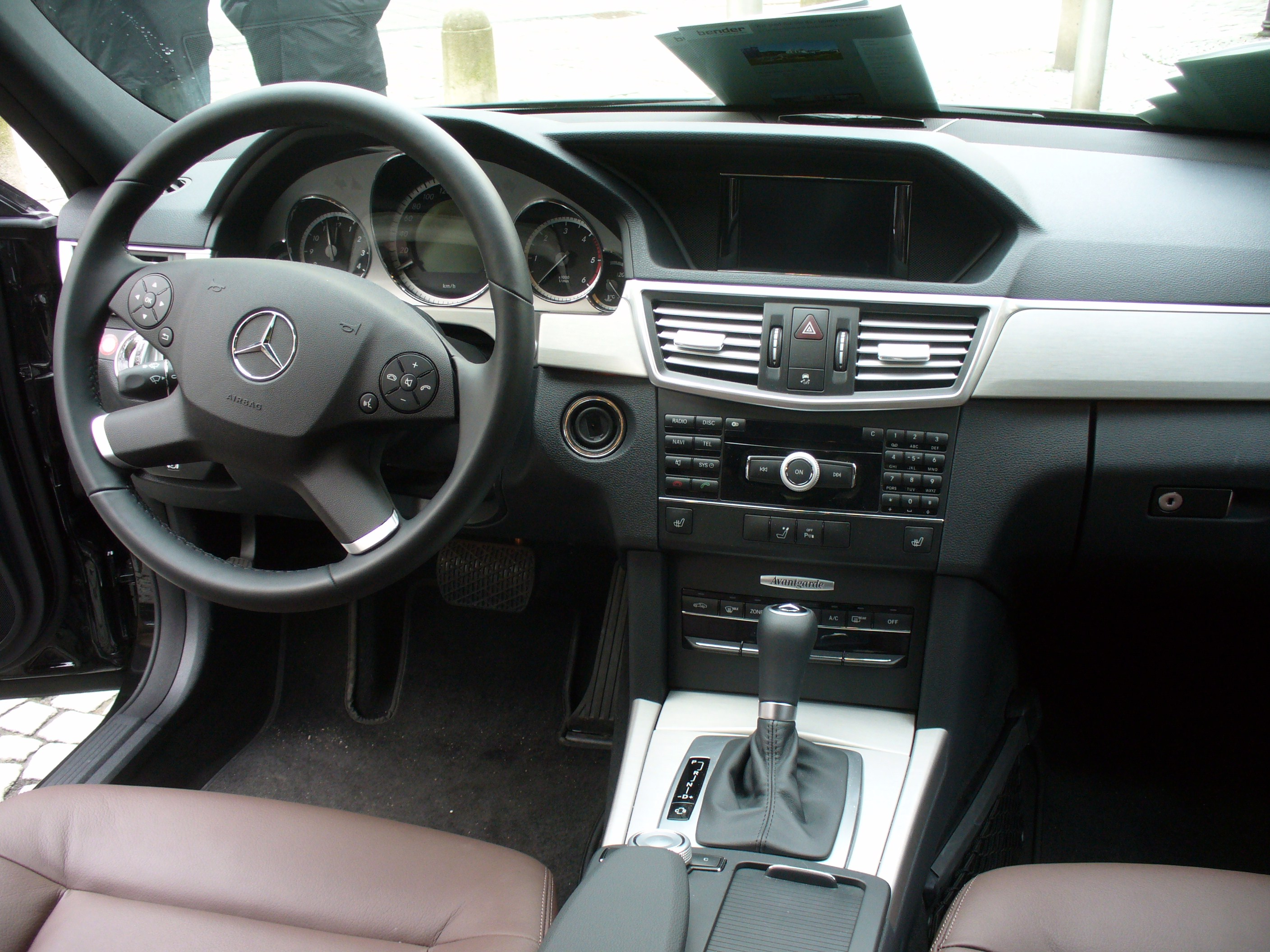
Interieur bei Ausstattungslinie Avantgarde (2009–2012)

Zu der Serienausstattung (ehemals Ausstattungslinie Classic) gehört unter anderem die Klimatisierungsautomatik Thermatic, die die Lüftung und Temperatur mit Hilfe von Sensoren für Fahrer und Beifahrer regelt, ein gekühltes Handschuhfach und im Fondbereich zwei Luftaustrittsöffnungen bietet. Das Direct-Control-Fahrwerk mit adaptivem Dämpfungssystem passt die Stoßdämpfer automatisch der Fahrsituation an. Der erstmals bei Mercedes erhältliche Attention Assist analysiert das Fahrverhalten, warnt den Fahrer im Geschwindigkeitsbereich zwischen 80 und 180 km/h, sobald Anzeichen von Ermüdung oder Unachtsamkeit entdeckt werden, und mahnt zu einer Pause. Die Serienausstattung umfasst außen unter anderem Heckleuchten in LED-Technik (außer Blinkleuchten), Tagfahrlicht mit Halogentechnik vorne neben den Nebelscheinwerfern, H7-Projektionsscheinwerfer, Kühlergrill mit drei verchromten Lamellen, 16-Zoll-Leichtmetallräder mit neun Speichen (17 Zoll bei Allradantrieb 4Matic). Im Interieur gibt es ein Kombiinstrument mit fünf analogen Rundinstrumenten, ein Multifunktionslenkrad mit Nappaleder mit 12 Tasten sowie Zierteile in Eukalyptusholz (auf Wunsch auch in Aluminium), Reifendruckkontrollsystem, Regensensor und Lichtsensor, vier elektrische Fensterheber sowie elektrische Höhen- und Lehnenverstellung der Vordersitze. Als Radiosystem wird mit Radio Audio 20 ein Radio- und CD-System angeboten, Bestandteil ist auch ein zentrales Farbdisplay oberhalb der Mittelkonsole. Bedient wird das Gerät über einen Controller mit Drucktasten auf der Konsole zwischen den Sitzen. Er ergänzt die Bedienmöglichkeiten des Multifunktionslenkrades.
Modifiziert werden kann die Serienausstattung mit zwei Ausstattungslinien, Elegance und Avantgarde genannt, sowie mit einem Exklusiv-Paket, einem Sport-Paket Exterieur und einem Sport-Paket AMG.
Bei der Linie Elegance ist der Bordkantenzierstab in Edelstahl poliert; Chromzierstäbe sind seitlich und an den Stoßfängern vorne und hinten angebaut. Der Kühlergrill erscheint mit vier verchromten Lamellen und es gibt seit 2012 17-Zoll-, bis 2011 16-Zoll-Leichtmetallräder mit zehn 10-Doppelspeichen (17 Zoll bei 4MATIC). Im Interieur gibt es Ablageboxen unter den Vordersitzen sowie in der Mittelkonsole, eine Beleuchtung hinter den Zierteilen und in den Türen. Die Zierteile sind in Nussbaumwurzelholz gehalten, auf Wunsch in braun gebeizter Esche. Die Linie Avantgarde umfasst über die Linie Elegance hinaus unter anderem eine um 15 mm tiefergelegte Karosserie, einen Kühlergrill mit drei verchromten Lamellen, eine leicht geänderte Frontschürze, 17-Zoll-Leichtmetallräder mit 5 Doppelspeichen, seit September 2011 eckige, fest in die Heckstoßstange integrierte Endrohre, bis 2011 auch das sogenannte Intelligent Light System (unter anderem mit Bi-Xenon-Scheinwerfern, Tagfahrlicht und LED-Blinklicht – aber ohne Adaptiven Fernlicht-Assistenten) und Zierteile in dunkler Esche (wahlweise Aluminium). Ab Anfang 2012 erhalten Modelle mit der Ausstattungslinie Avantgarde darüber hinaus ein neues Dreispeichen-Lederlenkrad aus dem CLS.
Das Exklusiv-Paket bietet Dachhimmel, Säulen und Sonnenblenden in Alcantara in Grau oder Beige, Fussmatten in Velours, Instrumententafel und Türverkleidung mit Ziernähten sowie Sitze mit Nappaleder.
Das Sport-Paket Exterieur verfügt über 18-Zoll-Leichtmetallräder im Fünf-Speichen-Design, vergrößerte und gelochte Bremsscheiben vorne sowie über das sportlicher abgestimmte, Direct Control-Fahrwerk mit tiefergelegter Karosserie. Außerdem sind alle Modelle, die mit diesem Paket ausgestattet sind, an den eckigen, fest in der Heckstoßstange integrierten Endrohren erkennbar. Anfang 2012 wurde das Sport-Paket Exterieur um Front- und Heckschürze sowie Seitenschweller in AMG-Optik aus dem Sport-Paket AMG ergänzt.
Das Sport-Paket AMG umfasst unter anderem 18-Zoll-AMG-Leichtmetallräder, AMG-Styling an Front, Seitenschweller und Heck, seit September 2011 eckige, fest in der Heckstoßstange integrierte Endrohre, sportlicher abgestimmtes Direct-Control-Fahrwerk, AMG-Lenkrad, Sportpedalanlage (Pedalanlage aus gebürstetem Aluminium), Schaltwippen am Lenkrad in Verbindung mit Automatikgetriebe sowie schwarzem Dachhimmel.

## Änderungen während der Modelljahre
Seit Juli 2009 war der E 200 CGI BlueEFFICIENCY mit Start-Stopp-System bestell- und seit September 2009 lieferbar. Serienmäßig wurde der Becken-Airbag für Fahrer und Beifahrer eingebaut.
Zum Sommer 2010 konnte das Paket MercedesSport als Sonderausstattung bestellt werden (siehe dazu auch unten). Ebenfalls ab diesem Modelljahr wurde das LED-Tagfahrlicht mit einer anderen Anreihung ausgeliefert, die bisherige Bumerangform wurde ausschließlich dem AMG-Sportpaket vorbehalten und ansonsten durch eine LED-Leiste ersetzt. Parallel dazu erhielt die Ausstattungslinie Avantgarde serienmäßig das Intelligent Light System inklusive des Fernlichtassistenten, der bislang Sonderausstattung war.
Ab Dezember gab es neue Xenonbrenner, deren Farbtemperatur nun 5000 Kelvin anstatt 4200 Kelvin betrug.
Ab Januar 2011 bot Mercedes die Limousine auch mit einem bivalenten Erdgasantrieb an. Das E 200 NGT BlueEFFICIENCY genannte Modell, das mit einer Fünfgang-Automatik ausgestattet ist, leistet wie im Vorgängermodell aus 1,8 Litern 120 kW (163 PS) und weist ein Drehmoment von 240 Nm auf. Die Höchstgeschwindigkeit liegt bei 224 km/h. Während der Gasverbrauch mit einem Durchschnittsverbrauch von 5,5 bis 5,7 Kilogramm pro 100 Kilometer angegeben wird, beläuft sich der Benzinverbrauch auf im Schnitt 8,1 bis 8,5 Liter pro 100 Kilometer. Die Größe des Benzintanks beträgt 59 Liter, die des Gastanks 19,5 Kilogramm. Darüber hinaus erhielten ab dann der E 200 CDI BlueEFFICIENCY, E 220 CDI BlueEFFICIENCY und der E 250 CDI BlueEFFICIENCY serienmäßig das Sechsgang-Getriebe mit Start-Stopp-Funktion, mit dem er 0,3 Liter auf 100 km weniger verbraucht als die entsprechenden Vorgänger. Neu eingeführt wurde der E 250 CDI 4MATIC BlueEFFICIENCY mit serienmäßiger 7G-Tronic. Der 250 CDI BlueEFFICIENCY mit Hinterradantrieb konnte optional mit der 7G-Tronic Plus geordert werden, die nun ein Start-Stopp-System umfasst (Verbrauch minus 1,0 Liter auf 100 km). Auch der E 250 CGI BlueEFFICIENCY wurde von nun an serienmäßig mit der 7G-Tronic ausgeliefert.
Im Juli 2011 wurde das Comand APS NTG 4 durch COMAND Online NTG 4.5, das im Stand einen Internetzugang aufweist, ersetzt. Diese Umstellung brachte aktualisiertes Kartenmaterial mit sich. Des Weiteren wurde der E 500 serienmäßig mit einer Front- und Heckschürze im AMG-Design ausgestattet. Alle E-Klasse-Varianten erhielten serienmäßig das stabförmige LED-Tagfahrlicht, die bisher verwendeten Halogenlichter entfielen. Der Preis für die Ausstattungslinie Avantgarde sank von 3511 EUR auf 2261 EUR, dafür war das Intelligent Light System nicht mehr im Preis enthalten. Bei der Linie sind alle Endrohre zweiflutig in Trapezform ausgeführt und in die Heckschürze integriert.
Ab September 2011 wurden viele der bisherigen Motoren in einer überarbeiteten Version angeboten. Unter anderem wurde dabei der bisherige E 350 BlueEFFICIENCY des M 272 durch den M 276 und der E 500 BlueEFFICIENCY des M 273 durch den M 278 ersetzt. Außerdem wurde eine auf 185 kW (252 PS) reduzierte Version des E 350 BlueEFFICIENCY als E 300 BlueEFFICIENCY nachgeschoben. Alle Modelle bis auf die Sechszylinder-Diesel und der E 250 CDI 4MATIC BlueEFFICIENCY hatten nun die ECO-Stopp-Start genannte Start-Stopp-Automatik. Darüber hinaus wurde das Kombiinstrument von nun an serienmäßig mit zentralem Farbdisplay ausgeliefert. Ebenfalls ab Sommer wurde der klassische Saugmotor im E 63 AMG durch den bereits aus dem CLS 63 AMG bekannten Motor ersetzt. Die Leistung bleibt gleich, das Drehmoment wurde auf 700 Nm gesteigert, der Verbrauch sinkt unter anderem dank einer Start-Stopp-Automatik um 2,8 Liter auf nun 9,8 Liter pro 100 km. Außerdem erhielten ab Sommer auch alle Fahrzeuge mit dem Sport-Paket AMG anstelle des LED-Tagfahrlichts in Form des Bumerangs die LED-Leiste. Ab diesem Zeitpunkt erhielten alle Fahrzeuge mit der Ausstattungslinie Avantgarde, dem Sport-Paket AMG und dem Sport-Paket Exterieur eine zweiflutige Abgasanlage mit eckigen Endrohrblenden, wie dies beim E 500 der Fall war. Eine weitere Änderung zum Sommer 2011 hin war die Einführung der 7G-Tronic Plus mit Start-Stopp-Automatik bei den Modellen E 200 CGI BlueEFFICIENCY, E 200 CDI BlueEFFICIENCY und E 220 CDI BlueEFFICIENCY. Dabei entfiel der Wahlhebel in der Mittelkonsole, der bei den Automatikmodellen seinen Platz nun am Lenkrad fand. Zeitgleich entfiel bei den direkteinspritzenden Ottomotoren die Erweiterung CGI in der Modellbezeichnung.
Ab Dezember 2011 produzierte E 250 CDI 4MATIC BlueEFFICIENCY, E 300 CDI BlueEFFICIENCY und E 350 CDI BlueEFFICIENCY hatten nun ebenfalls die überarbeitete Siebengang-Automatik mit Start-Stopp-Automatik. Die Modelle E 350 BlueTEC und E 350 CDI 4MATIC BlueEFFICIENCY wurden seither zwar auch mit der überarbeiteten 7G-Tronic Plus, jedoch ohne Start-Stopp-Automatik ausgestattet.
Im Januar 2012 wurde das Sport-Paket Exterieur um eine Front- und Heckschürze sowie Seitenschweller aus dem Sport-Paket AMG ergänzt. Ferner rollen Fahrzeuge, die mit der Ausstattungslinie Elegance ausgestattet sind, auf 17 Zoll großen Leichtmetallrädern ab. Mit der Linie Avantgarde ausgestattete Modelle erhielten ein neues Lenkrad aus dem CLS.
Ab Mitte 2012 wurden die Hybrid-Modelle E 300 BlueTEC HYBRID und E 400 HYBRID eingeführt. Diese wurden zuvor auf der North American International Auto Show 2012 vorgestellt. Während der E 300 BlueTEC HYBRID nur auf dem europäischen Kontinent vertrieben wurde, wurde der E 400 HYBRID vorerst nur auf dem amerikanischen Markt und anschließend auch auf einigen asiatischen Märkten (z. B. Japan und China) angeboten.
Beim E 300 BlueTEC HYBRID handelt es sich um das erste Dieselhybrid-Modell aus deutscher Produktion. Es kombiniert den 2,1 Liter großen, 150 kW (204 PS) leistenden Reihenvierzylinder-Dieselmotor (OM 651 DE 22 LA) aus dem E 250 CDI BlueEFFICIENCY mit einem 20 kW (27 PS) starken, von einer Lithium-Ionen-Batterie gespeisten Elektromotor, wodurch der Verbrauch auf 4,2 l Diesel (NEFZ) pro 100 km und die CO2-Emission auf 109 g/km sinken. Es handelt sich um das in diesem Fahrzyklus sparsamste Fahrzeug der Oberen Mittelklasse. Dasselbe Elektromodul wurde beim E 400 HYBRID mit dem V6-Ottomotor im E 350 BlueEFFICIENCY (M 276 DE 35) kombiniert.
Beim Anfahren arbeiten jeweils nur die Elektromotoren, sie können wenige Kilometer bis zu einem Tempo von 35 km/h auch rein elektrisch gefahren werden. Wie alle modernen Hybridmodelle verfügen auch diese über die Technik der Rekuperation, so dass beim Bremsen Energie zurückgewonnen wird. Darüber hinaus beginnt das sogenannte Segeln dann, wenn der Fahrer den Fuß vom Gaspedal nimmt und den Wagen so rollen lässt. Herkömmliche Fahrzeuge verlieren dabei durch die bremsende Wirkung des Motors an Schwung. Bei Hybrid-Fahrzeugen aber wird der Verbrennungsmotor abgeschaltet, wenn der Fahrer vom Gas geht.
Die im Vergleich zu Konkurrenzmodellen kleinere Batterie des Hybridmoduls mit einer Kapazität von 0,8 kWh schränkt weder das Platzangebot im Innenraum noch das des Kofferraums (Limousine: 540 l) ein, was einen Vorteil gegenüber Konkurrenzmodellen wie dem Lexus GS 450h (2,6 kWh), bei dem das Kofferraumvolumen mit 330 l angegeben wird, und dem Audi A6 2.0 TFSI hybrid (1,3 kWh), dessen Kofferraumvolumen von 530 auf 375 l sinkt, darstellt.
Auf dem Genfer Automobilsalon 2012 stellte Mercedes-Benz das seinerzeit sparsamste Modell der E-Klasse vor. Das E 220 CDI BlueEFFICIENCY Edition genannte Modell konnte mithilfe eines Aerodynamik-Paketes, einer elektronischen Servolenkung, einer längeren Hinterachsübersetzung sowie rollwiderstandsarmen Reifen im Verbrauch nochmals auf 4,5 l Diesel auf 100 km reduziert werden. Dieses Modell kann im Gegensatz zum gewöhnlichen E 220 CDI BlueEFFICIENCY nicht mit der 7G-Tronic Plus kombiniert werden, sondern wird ausschließlich mit einem Sechsgang-Schaltgetriebe ausgeliefert. Es ist seit Ende März 2012 erhältlich.
Bei ab Juni 2012 produzierten Fahrzeugen entfiel die Plakette „BlueEFFICIENCY“ am Kotflügel. Außerdem ist das Audio 50 APS nicht mehr erhältlich, es wird wie bei allen anderen Modellreihen durch das Becker MAP-Pilot System ersetzt.
Im Februar 2013 entfiel die Bezeichnung BlueEFFICIENCY weitestgehend. Sie bleibt fortan besonders sparsamen Fahrzeugen vorbehalten.
Ab September 2014 wurden mit dem Modelljahr 2015 alle Vierzylinder-Dieselmotoren auf BlueTEC-Technologie umgerüstet, um die Euro-6-Abgasnorm zu erfüllen. Ausnahme bildete der E 300 BlueTEC HYBRID. Der E 500 wurde ebenfalls auf Euro 6 umgestellt. Die Modelle E 300 (4MATIC) und E 350 (4MATIC) wurden gestrichen. Das Neungang-Automatikgetriebe 9G-Tronic war nun optional für die Hinterradantriebsmodelle E 220 BlueTEC und E 250 BlueTEC verfügbar, während der E 300 BlueTEC es serienmäßig erhielt. Der E 220 BlueTEC BlueEFFICIENCY Edition war jetzt auch als T-Modell erhältlich, wobei die Limousine nur mit Sechsgang-Schaltgetriebe und das T-Modell mit der 9G-Tronic ausgestattet war. Der E 400 verfügte nun über einen 3,5-Liter-Motor mit Schichtbetrieb, im Gegensatz zum vorherigen 3,0-Liter-Motor mit Homogenbetrieb. Die 2013 entfallenen sichtbaren Endrohrblenden der Elegance-Linie konnten optional hinzugefügt werden.
Das Modelljahr 2016 brachte die Einführung des Comand in der Version NTG 5.1. Ferner wurde das neue Modell E 220 BlueTEC 4MATIC eingeführt. Zudem wurde das Navigationssystem Becker Map Pilot durch das System Garmin Map Pilot ersetzt.

## Galerie

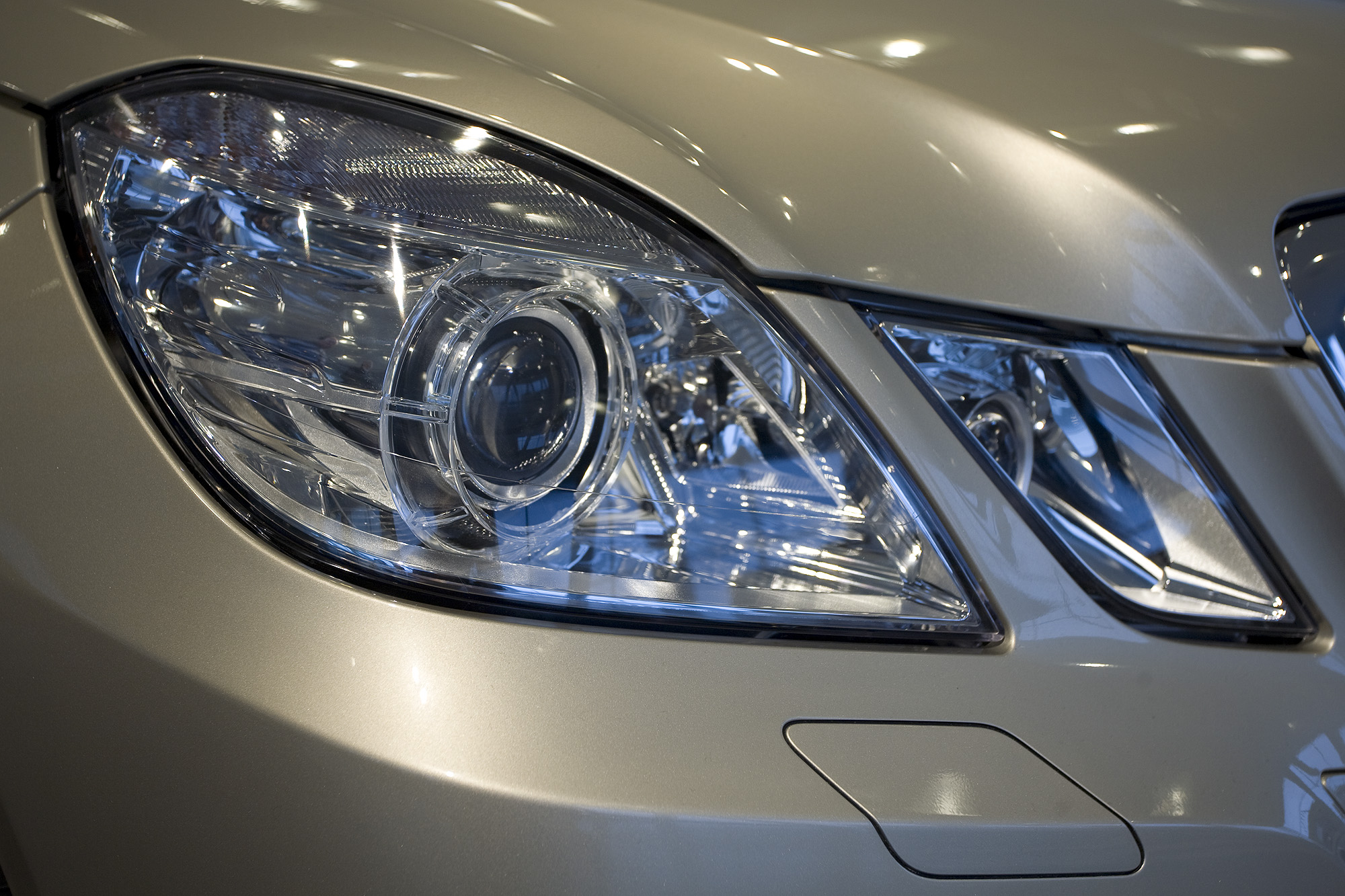
Scheinwerfer
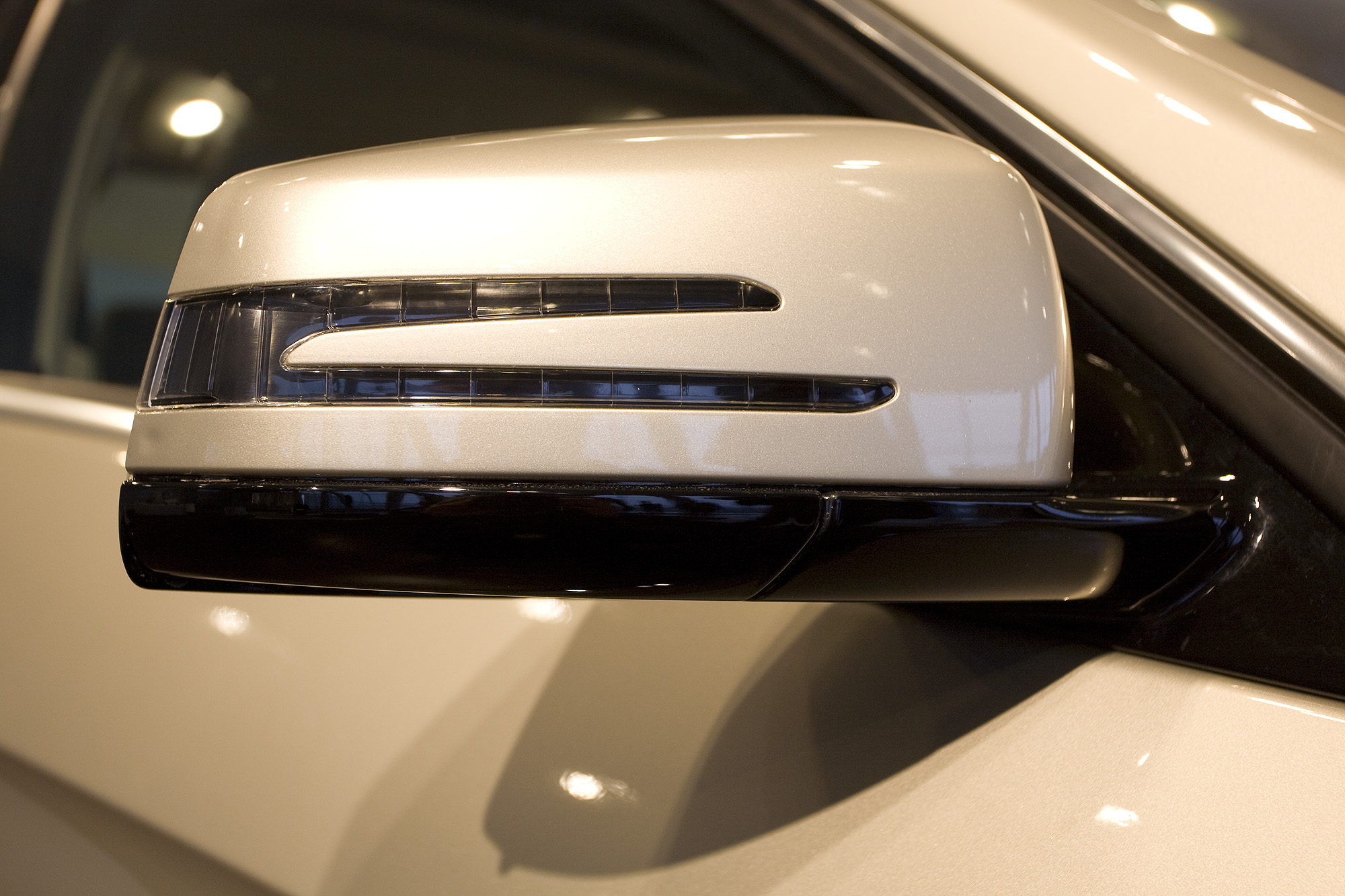
Außenspiegel
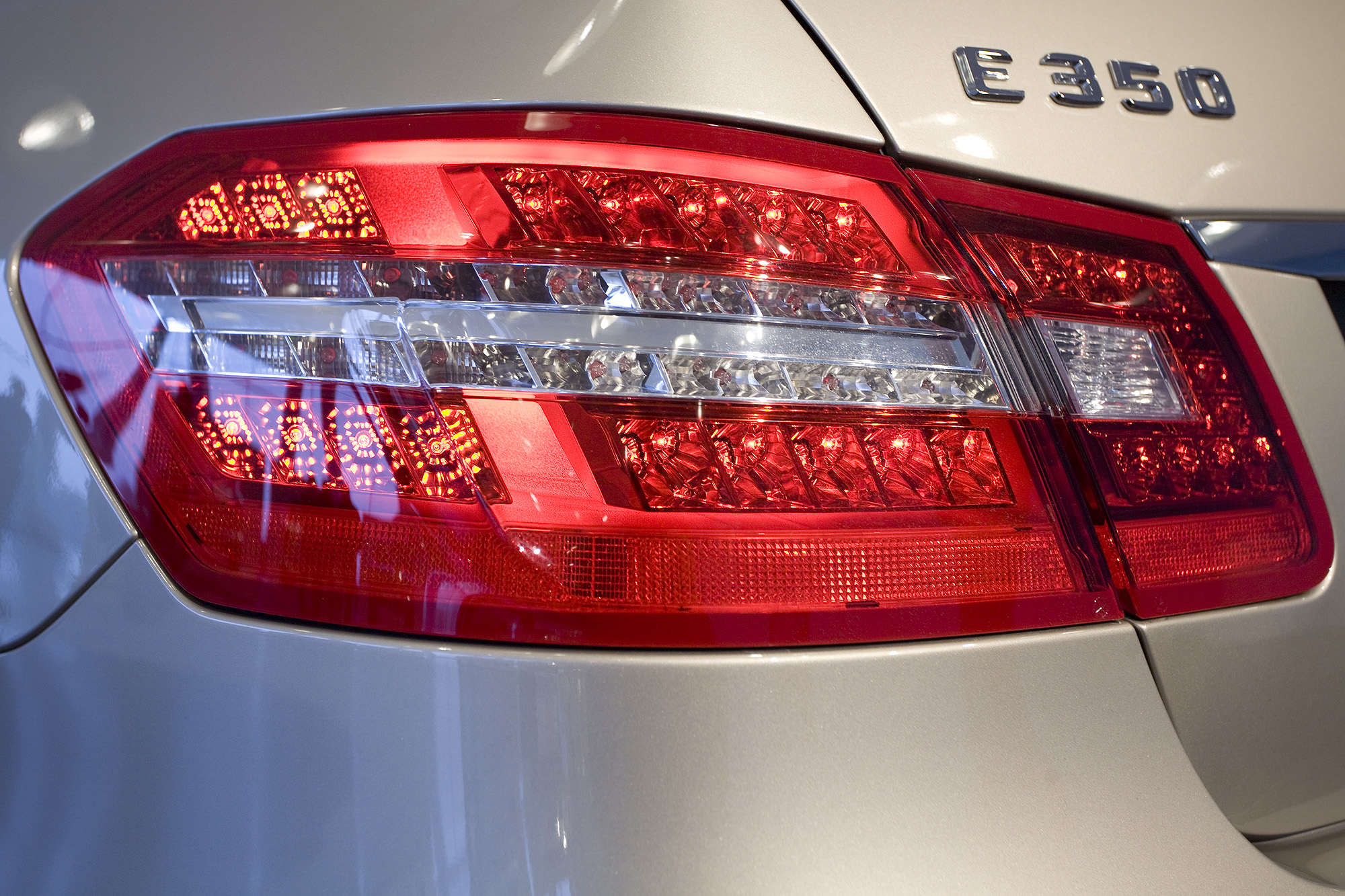
Rücklicht
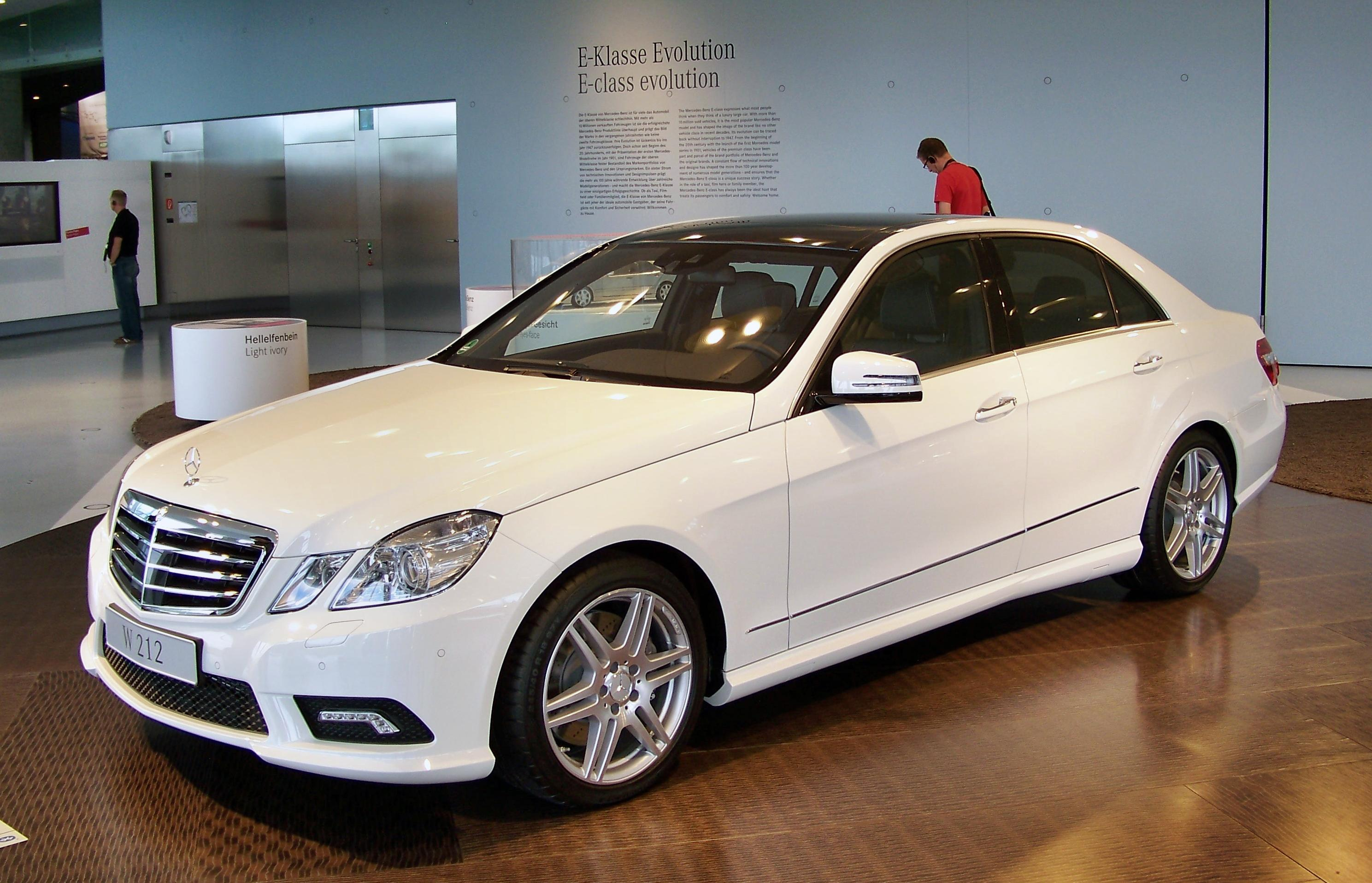
E 500 mit dem Sport-Paket AMG (2009–2011)
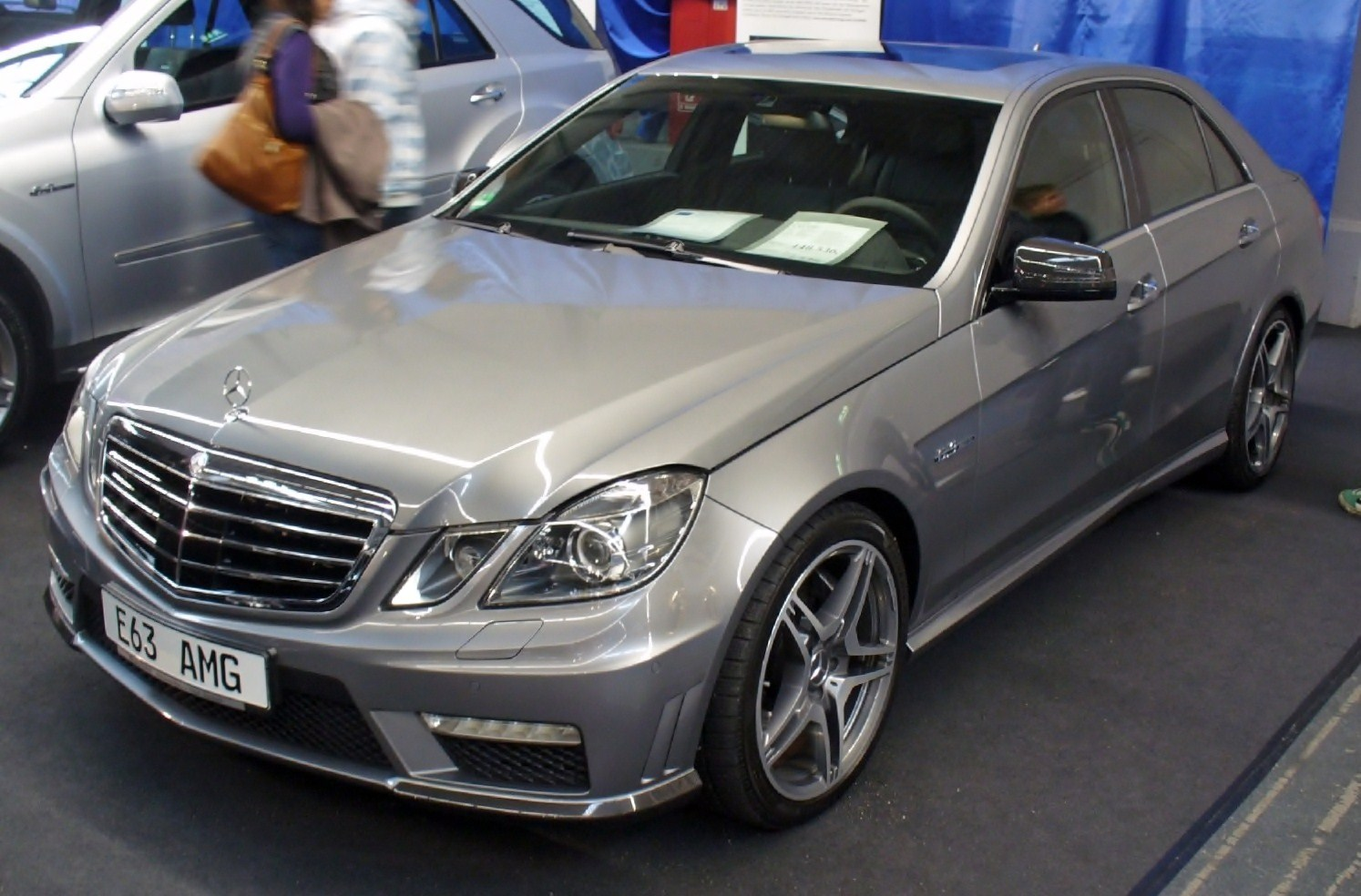
E 63 AMG (2009–2011)
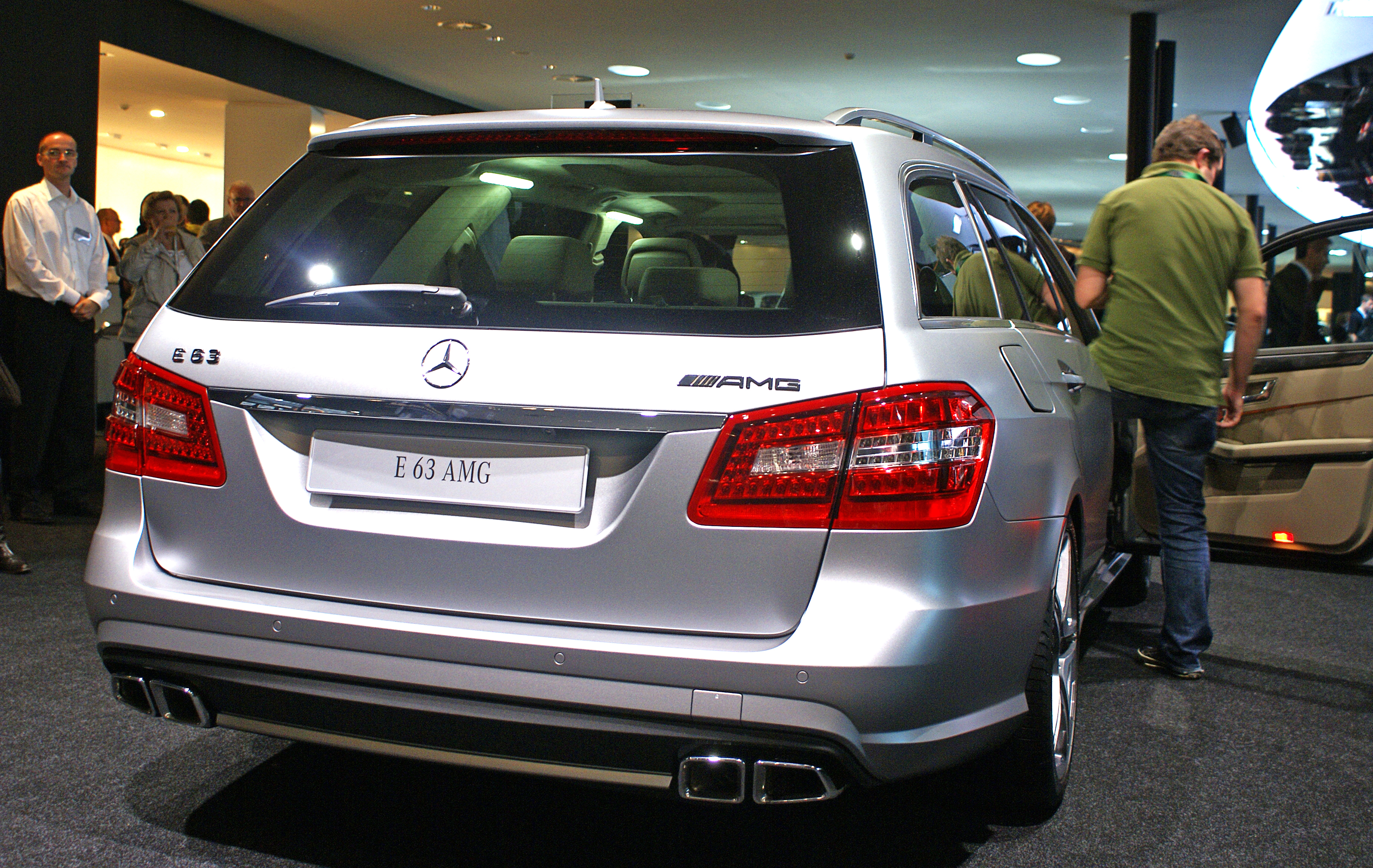
E 63 AMG T-Modell (2009–2011)

## Modellpflege

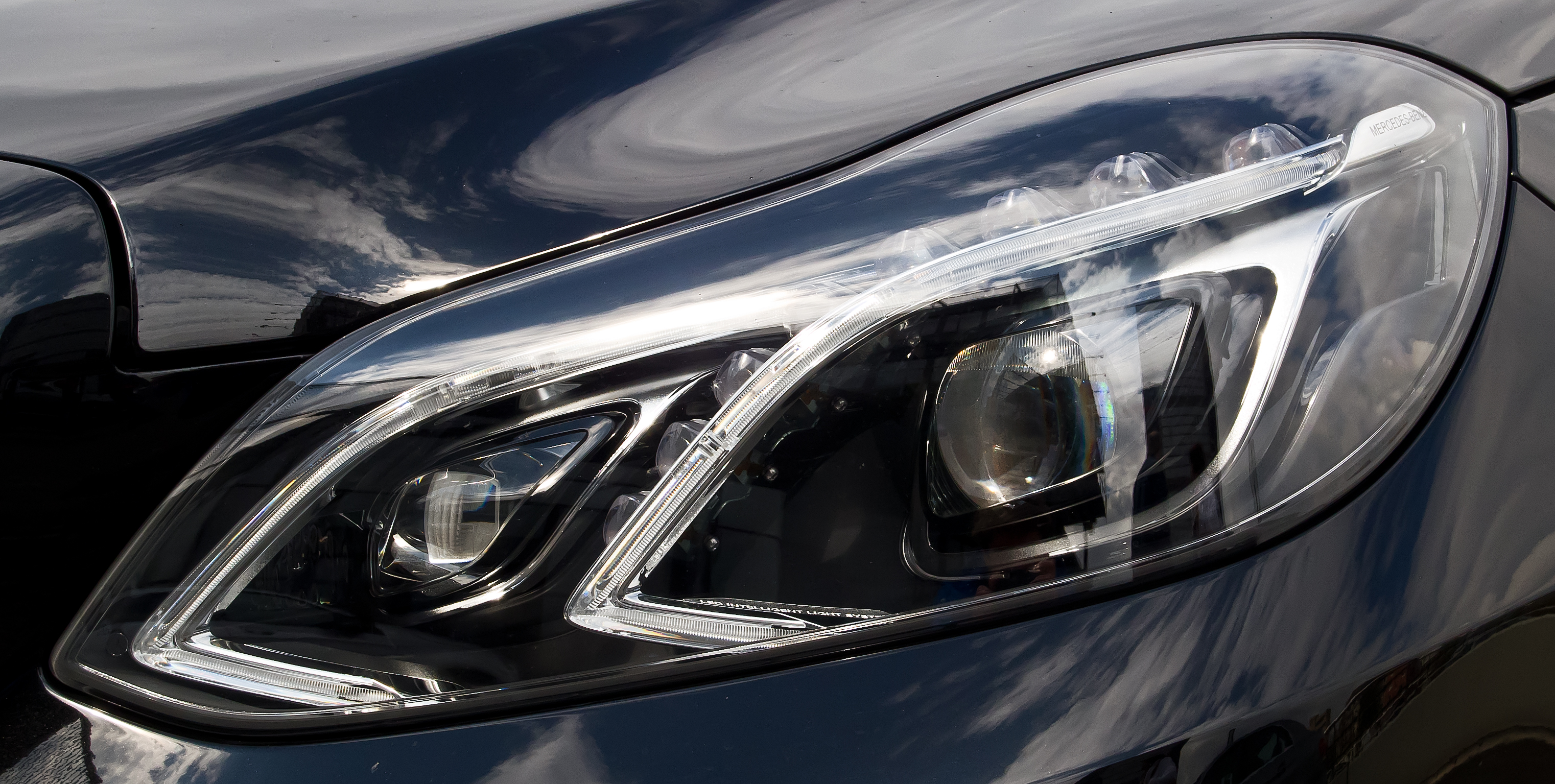
Voll-LED-Scheinwerfer

Im Januar 2013 wurde auf der Detroit Motor Show eine umfangreiche Modellpflege der E-Klasse präsentiert. Der Vorderwagen wurde komplett überarbeitet. Erstmals war nun auch bei der E-Klasse in der Ausstattungsvariante Avantgarde der Stern auf Wunsch in den Kühlergrill integriert, der optisch nicht mehr in die Motorhaube eingebunden, sondern separat gestaltet ist. Die Basisversion und die Ausstattungslinie Elegance erhielten einen Grill mit drei Lamellen und einem Stern auf der Motorhaube.
Die Frontscheinwerfer wurden nach 18 Jahren der Zweiteiligkeit wieder zu einer Einheit zusammengefasst (wie zuletzt bei der Baureihe 124), die Vieraugenoptik wurde allerdings durch die Leuchtbänder des Tagfahrlichts, das serienmäßig per LED realisiert wird, beibehalten. Erstmals wurde das Abblendlicht durch LED-Technik realisiert, auf Wunsch wurden Voll-LED-Scheinwerfer, die die bisherigen Bi-Xenon-Scheinwerfer ersetzen, angeboten. Die seitlichen Chrom-Zierleisten sind weiter unten angebracht, der ausgestellte Ponton-Hüftschwung wurde nach vier Jahren wieder entfernt. Am Heck wurden die Schürzen und die Leuchten, die nun vollständig über LED-Technik verfügen, neu gestaltet.
Im Innenraum wurde das Kombi-Instrument auf drei Analoguhren, von denen die mittlere ein digitales Display hat, reduziert. Weiterhin wurden das Lenkrad, die Mittelkonsole und die Lüftungsdüsen, zwischen die nun wie in der S-Klasse eine Analog-Uhr platziert ist, modifiziert. Ferner entfiel mit der Modellpflege ersatzlos die zuvor für alle Modellvarianten unabhängig von dem gewählten Polster (Stoff, Leder) serienmäßige manuelle Lordosenstütze am Fahrersitz.
Zudem hielten viele neue Assistenz- und Sicherheits-Systeme Einzug.
Mit der Modellpflege stand für den AMG E 63 (S), auch für das T-Modell, erstmals ein  Business Paket zur Verfügung. Bei dieser Option, für 1785 € Aufpreis, werden vom Werk aus alle Beschriftungen an den Kotflügeln und der Heckklappe entfernt. Zudem erhielten die Fahrzeuge eine Heckschürze mit einer zweiflutigen Abgasanlage, die denen der E-400er- und 500er-Modellen mit Sport-Paket AMG gleich ist. Die Front ist aufgrund der Anordnung des Kühlsystems unverändert geblieben. Eine genaue Produktionszahl ist nicht bekannt, es ist aber zu vermuten, dass die Zahl sehr klein war.
Die Serienproduktion des neuen Modells lief am 1. März 2013 an und wurde am 13. April 2013 in den Markt eingeführt. Im Januar 2016 wurde die Produktion der Limousine eingestellt. Der letzte Kombi der Baureihe, ein schwarzer E 350 T 4MATIC, lief in der Spätschicht des 11. Mai 2016 im Werk Sindelfingen vom Band.

## Motoren und Getriebe
Die Vierzylinder-Modelle erhielten ein Sechsgang-Schaltgetriebe, der E 250 CGI BlueEFFICIENCY wurde bis Mai 2011 mit einem Fünfgang-Automatikgetriebe, anschließend mit der Siebengang-Automatik mit Start-Stopp-Automatik ausgeliefert. Die Sechs- und Achtzylinder-Modelle erhielten serienmäßig das Siebengang-Automatikgetriebe 7G-Tronic. Ab Sommer 2011 bekamen alle Modelle die überarbeitete 7G-Tronic Plus mit Start-Stopp-System.
Im Juli 2010 erschien der überarbeitete E 350 CDI BlueEFFICIENCY mit 190 kW (265 PS) und 620 Nm; der bisherige E 350 CDI BlueEFFICIENCY wurde leicht optimiert unter der Bezeichnung E 300 CDI BlueEFFICIENCY weitergeführt. Der E 300 CDI BlueEFFICIENCY mit 150 kW (204 PS) fiel damit aus dem Motorenprogramm. Ab März 2011 stand der E 200 NGT BlueEFFICIENCY bei den Händlern. Ab September 2011 wurden die schon aus dem CLS bekannten neuen V6- und V8-Ottomotoren ausgeliefert, die über die dritte Generation der Benzindirekteinspritzung, Mehrfacheinspritzung und Mehrfunkenzündung verfügen. Außerdem wurde ab September 2011 der neue E 300 BlueEFFICIENCY mit 185 kW (252 PS) ausgeliefert.
Ein Achtzylinder-Dieselmotor wurde im W 212 im Gegensatz zum Vorgänger aus Gründen der Downsizing-Strategie zum Einsparen von Kraftstoff und CO2-Emissionen nicht mehr angeboten.
Mit der Modellpflege änderte sich die Motorenpalette zum Teil stark. Während die Vierzylinder-Ottomotoren nun Neuentwicklungen waren und aus 2,0 Liter Hubraum 135 kW (184 PS) im E 200 sowie 155 kW (211 PS) im E 250 leisten, blieben die bisherigen Sechszylinder-Ottomotoren unangetastet. Neu hinzu kam der neue 3,0-Liter-V6-Biturbo im E 400 (4MATIC), der es auf eine Leistung von 245 kW (333 PS) bringt und dabei wie die Vierzylinder die Euro-6-Norm erfüllt. Es ist der erste Sechszylinder-Ottomotor von Mercedes-Benz, der im Vergleich zu den vorangegangenen Saugmotoren aufgeladen ist. Ein neues AMG-Modell, das auf Wunsch mittels Allradantrieb angetrieben wird und von 0 auf 100 km/h in unter vier Sekunden beschleunigt, erschien im Juni 2013.
Bei den Dieselmotoren wurden die Vierzylinder leicht in ihrem Verbrauch gesenkt, während die Sechszylinder-Dieselpalette grundlegend verändert wurde: zwei Leistungsstufen des bisherigen 3,0-Liter-Common-Rail-Diesels wurden mit serienmäßigem 7-Gang-Automatikgetriebe 7G-Tronic angeboten, in beiden Fällen um die BlueTEC genannte Technik der Harnstoff-Einspritzung zur Senkung der Emissionen und der Einhaltung der Euro-6-Norm erweitert: der E 300 mit 170 kW (231 PS) und der E 350 mit 185 kW (252 PS), der als erstes Mercedes-Modell ab September 2014 mit dem neuentwickelten Neungang-Automatikgetriebe 9G-Tronic ausgeliefert wurde.
Darüber hinaus bot Brabus 2014 mit dem E 850 die E-Klasse mit einem auf 6 Liter Hubraum erweiterten V8-Motor mit 625 kW (850 PS) und einem Drehmoment von 1400 Nm an. Sein Soundmanagement bot auch eine leise „Coming home“-Einstellung an.

### Vierzylinder-Ottomotoren
| Kenngrößen                                  | E 180 (4)                         | E 200 Natural Gas Drive           | E 200 NGT BlueEFFICIENCY              | E 200 BlueEFFICIENCY                                               | E 200                                               | E 250 BlueEFFICIENCY (2)                                           | E 250                             |
| Bauzeitraum                                 | 03/2013–05/2016                   | 09/2013–05/2016                   | 03/2011–02/2013                       | 09/2009–02/2013                                                    | 03/2013–05/2016                                     | 06/2009–02/2013                                                    | 03/2013–05/2016                   |
| Motorkenndaten                              |                                   |                                   |                                       |                                                                    |                                                     |                                                                    |                                   |
| Motorbezeichnung *                          | M 274 DE 16 AL                    | M 274 DE 20 AL                    | M 271 E 18 ML NGT                     | M 271 DE 18 AL                                                     | M 274 DE 20 AL                                      | M 271 DE 18 AL                                                     | M 274 DE 20 AL                    |
| Motortyp                                    | R4-Ottomotor                      | R4-Ottomotor, Gas                 | R4-Ottomotor, Gas                     | R4-Ottomotor                                                       | R4-Ottomotor                                        | R4-Ottomotor                                                       | R4-Ottomotor                      |
| Gemischaufbereitung                         | Direkteinspritzung                | Direkteinspritzung                | Saugrohreinspritzung                  | Direkteinspritzung                                                 | Direkteinspritzung                                  | Direkteinspritzung                                                 | Direkteinspritzung                |
| Motoraufladung                              | Turbolader                        | Turbolader                        | Kompressor                            | Turbolader                                                         | Turbolader                                          | Turbolader                                                         | Turbolader                        |
| Hubraum                                     | 1595 cm³                          | 1991 cm³                          | 1796 cm³                              | 1796 cm³                                                           | 1991 cm³                                            | 1796 cm³                                                           | 1991 cm³                          |
| max. Leistung                               | 115 kW (156 PS) bei 5300/min      | 115 kW (156 PS) bei 5000/min      | 120 kW (163 PS) bei 5500/min          | 135 kW (184 PS) bei 5250/min                                       | 135 kW (184 PS) bei 5500/min                        | 150 kW (204 PS) bei 5500/min                                       | 155 kW (211 PS) bei 5500/min      |
| max. Drehmoment                             | 250 Nm bei 1250–4000/min          | 270 Nm bei 1250–4000/min          | 240 Nm bei 3000–4000/min              | 270 Nm bei 1800–4600/min                                           | 270 Nm bei 1200–4000/min [300 Nm bei 1200–4000/min] | 310 Nm bei 2000–4300/min                                           | 350 Nm bei 1200–4000              |
| Kraftübertragung                            |                                   |                                   |                                       |                                                                    |                                                     |                                                                    |                                   |
| Antrieb, serienmäßig                        | Hinterradantrieb                  | Hinterradantrieb                  | Hinterradantrieb                      | Hinterradantrieb                                                   | Hinterradantrieb                                    | Hinterradantrieb                                                   | Hinterradantrieb                  |
| Getriebe, serienmäßig                       | 7-Gang-Automatik (7G-Tronic Plus) | 7-Gang-Automatik (7G-Tronic Plus) | 5-Gang-Automatik (5G-Tronic)          | 6-Gang-Schaltgetriebe                                              | 6-Gang-Schaltgetriebe                               | 5-Gang-Automatik (5G-Tronic)/7-Gang-Automatik (7G-Tronic Plus) (3) | 7-Gang-Automatik (7G-Tronic Plus) |
| Getriebe, optional                          | —                                 | —                                 | —                                     | 5-Gang-Automatik (5G-Tronic)/7-Gang-Automatik (7G-Tronic Plus) (1) | 7-Gang-Automatik (7G-Tronic Plus)                   | —                                                                  | —                                 |
| Höchstgeschwindigkeit                       |                                   |                                   |                                       |                                                                    |                                                     |                                                                    |                                   |
| Limousine:                                  | 220 km/h                          | 220 km/h                          | 224 km/h                              | 232 km/h [ 232 km/h ]                                              | 233 km/h [ 233 km/h ]                               | 240 km/h                                                           | 243 km/h                          |
| T-Modell:                                   | —                                 | —                                 | —                                     | 225 km/h [ 224 km/h ]                                              | 226 km/h [ 225 km/h ]                               | 230 km/h                                                           | 233 km/h                          |
| Beschleunigung, 0–100 km/h                  |                                   |                                   |                                       |                                                                    |                                                     |                                                                    |                                   |
| Limousine:                                  | 9,6 s                             | 10,4 s                            | 10,4 s                                | 8,5 s [ 7,9 s ]                                                    | 8,2 s [ 7,9 s ]                                     | 7,7 s                                                              | 7,4 s                             |
| T-Modell:                                   | —                                 | —                                 | —                                     | 8,7 s [ 8,5 s ]                                                    | 8,5 s [ 8,3 s ]                                     | 8,1 s                                                              | 7,8 s                             |
| Kraftstoffverbrauch auf 100 km (kombiniert) |                                   |                                   |                                       |                                                                    |                                                     |                                                                    |                                   |
| Limousine:                                  | 6,1–6,6 l Super                   | 6,3 l Super (4,3 kg Erdgas)       | 8,1–8,5 l Super [ 5,5–5,7 kg Erdgas ] | 7,1–7,4 l Super [ 6,5–6,9 l Super ]                                | 6,1–6,5 l Super [ 5,8–6,1 l Super ]                 | 6,6–7,0 l Super                                                    | 5,8–6,1 l Super                   |
| T-Modell:                                   | —                                 | —                                 | —                                     | 7,5–7,8 l Super [ 6,8–7,0 l Super ]                                | 6,4–6,7 l Super [ 6,0–6,2 l Super ]                 | 6,8–7,0 l Super                                                    | 6,1–6,3 l Super                   |
| CO2-Emission (kombiniert)                   |                                   |                                   |                                       |                                                                    |                                                     |                                                                    |                                   |
| Limousine:                                  | 143–153 g/km                      | 147 g/km [ 117 g/km ]             | 190–198 g/km [ 149–155 g/km ]         | 165–172 g/km [ 152–160 g/km ]                                      | 142–151 g/km [ 135–142 g/km ]                       | 154–162 g/km                                                       | 135–142 g/km                      |
| T-Modell:                                   | —                                 | —                                 | —                                     | 175–183 g/km [ 159–163 g/km ]                                      | 149–157 g/km [ 139–145 g/km ]                       | 159–163 g/km                                                       | 141–147 g/km                      |
| Abgasnorm nach EU-Klassifikation            | Euro 6                            | Euro 6                            | Euro 5                                | Euro 5                                                             | Euro 6                                              | Euro 5                                                             | Euro 6                            |

Werte in eckigen Klammern [ ] ab Höchstgeschwindigkeit für Automatik

### Sechszylinder-Ottomotoren
| Kenngrößen                                  | E 300 (1)                    | E 300 (2)                    | E 300 (3)                                            | E 300 4MATIC (3)                                     | E 350 CGI BlueEFFICIENCY                             | E 350 BlueEFFICIENCY (4)               | E 350 4MATIC                                           | E 350 (3)                                            | E 350 4MATIC (3)                                     | E 400                                            | E 400 4MATIC                                         | E 400                                                | E 400 4MATIC                                         | E 400 HYBRID (5)                             |
| Bauzeitraum                                 | 03/2009–05/2016              | 06/2011–05/2016              | 09/2011–08/2014                                      | 09/2011–08/2014                                      | 03/2009–08/2011                                      | 03/2009–02/2013                        | 09/2009–08/2011                                        | 09/2011–08/2014                                      | 09/2011–08/2014                                      | 06/2013–08/2014                                  | 06/2013–08/2014                                      | 09/2014–05/2016                                      | 09/2014–05/2016                                      | 06/2012–05/2016                              |
| Motorkenndaten                              |                              |                              |                                                      |                                                      |                                                      |                                        |                                                        |                                                      |                                                      |                                                  |                                                      |                                                      |                                                      |                                              |
| Motorbezeichnung *                          | M 272 KE 30                  | M 272 KE 30                  | M 276 DE 35 red.                                     | M 276 DE 35 red.                                     | M 272 DE 35                                          | M 272 E 35                             | M 272 E 35                                             | M 276 DE 35                                          | M 276 DE 35                                          | M 276 DE 30 AL                                   | M 276 DE 30 AL                                       | M 276 DE 35 AL                                       | M 276 DE 35 AL                                       | M 276 DE 35                                  |
| Motortyp                                    | V6-Ottomotor                 | V6-Ottomotor                 | V6-Ottomotor                                         | V6-Ottomotor                                         | V6-Ottomotor                                         | V6-Ottomotor                           | V6-Ottomotor                                           | V6-Ottomotor                                         | V6-Ottomotor                                         | V6-Ottomotor                                     | V6-Ottomotor                                         | V6-Ottomotor                                         | V6-Ottomotor                                         | V6-Ottomotor + Elektromotor                  |
| Gemischaufbereitung                         | Saugrohreinspritzung         | Saugrohreinspritzung         | Direkteinspritzung                                   | Direkteinspritzung                                   | Direkteinspritzung                                   | Saugrohreinspritzung                   | Saugrohreinspritzung                                   | Direkteinspritzung                                   | Direkteinspritzung                                   | Direkteinspritzung                               | Direkteinspritzung                                   | Direkteinspritzung                                   | Direkteinspritzung                                   | Direkteinspritzung                           |
| Motoraufladung                              | —                            | —                            | —                                                    | —                                                    | —                                                    | —                                      | —                                                      | —                                                    | —                                                    | Biturbo                                          | Biturbo                                              | Biturbo                                              | Biturbo                                              | —                                            |
| Hubraum                                     | 2996 cm³                     | 2996 cm³                     | 3498 cm³                                             | 3498 cm³                                             | 3498 cm³                                             | 3498 cm³                               | 3498 cm³                                               | 3498 cm³                                             | 3498 cm³                                             | 2996 cm³                                         | 2996 cm³                                             | 3498 cm³                                             | 3498 cm³                                             | 3498 cm³                                     |
| max. Leistung                               | 170 kW (231 PS) bei 6000/min | 180 kW (245 PS) bei 6000/min | 185 kW (252 PS) bei 6500/min                         | 185 kW (252 PS) bei 6500/min                         | 215 kW (292 PS) bei 6400/min                         | 200 kW (272 PS) bei 6000/min           | 200 kW (272 PS) bei 6000/min                           | 225 kW (306 PS) bei 6500/min                         | 225 kW (306 PS) bei 6500/min                         | 245 kW (333 PS) bei 5250–6000/min                | 245 kW (333 PS) bei 5250–6000/min                    | 245 kW (333 PS) bei 5250–6000/min                    | 245 kW (333 PS) bei 5250–6000/min                    | 225 kW + 20 kW (306 PS + 27 PS) bei 6500/min |
| max. Drehmoment                             | 300 Nm bei 2500–5000/min     | 300 Nm bei 2500–5000/min     | 340 Nm bei 3500–4500/min                             | 340 Nm bei 3500–4500/min                             | 365 Nm bei 3000–5100/min                             | 350 Nm bei 2400–5000/min               | 350 Nm bei 2400–5000/min                               | 370 Nm bei 3500–5250/min                             | 370 Nm bei 3500–5250/min                             | 480 Nm bei 1400–4000/min                         | 480 Nm bei 1400–4000/min                             | 480 Nm bei 1200–4000/min                             | 480 Nm bei 1200–4000/min                             | 370 Nm + 250 Nm bei 3500–5250/min            |
| Kraftübertragung                            |                              |                              |                                                      |                                                      |                                                      |                                        |                                                        |                                                      |                                                      |                                                  |                                                      |                                                      |                                                      |                                              |
| Antrieb, serienmäßig                        | Hinterradantrieb             | Hinterradantrieb             | Hinterradantrieb                                     | Allradantrieb                                        | Hinterradantrieb                                     | Hinterradantrieb                       | Allradantrieb                                          | Hinterradantrieb                                     | Allradantrieb                                        | Hinterradantrieb                                 | Allradantrieb                                        | Hinterradantrieb                                     | Allradantrieb                                        | Hinterradantrieb                             |
| Getriebe, serienmäßig                       | 7-Gang-Automatik (7G-Tronic) | 7-Gang-Automatik (7G-Tronic) | 7-Gang-Automatik (7G-Tronic Plus)                    | 7-Gang-Automatik (7G-Tronic Plus)                    | 7-Gang-Automatik (7G-Tronic)                         | 7-Gang-Automatik (7G-Tronic)           | 7-Gang-Automatik (7G-Tronic)                           | 7-Gang-Automatik (7G-Tronic Plus)                    | 7-Gang-Automatik (7G-Tronic Plus)                    | 7-Gang-Automatik (7G-Tronic Plus)                | 7-Gang-Automatik (7G-Tronic Plus)                    | 7-Gang-Automatik (7G-Tronic Plus)                    | 7-Gang-Automatik (7G-Tronic Plus)                    | 7-Gang-Automatik (7G-Tronic Plus)            |
| Messwerte                                   |                              |                              |                                                      |                                                      |                                                      |                                        |                                                        |                                                      |                                                      |                                                  |                                                      |                                                      |                                                      |                                              |
| Höchstgeschwindigkeit                       | Limousine: 247 km/h          | Limousine: 247 km/h          | Limousine: 250 km/h T-Modell: 250 km/h               | Limousine: 245 km/h T-Modell: 243 km/h               | Limousine: 250 km/h T-Modell: 250 km/h               | Limousine: 250 km/h T-Modell: 250 km/h | Limousine: 250 km/h T-Modell: 243 km/h                 | Limousine: 250 km/h T-Modell: 250 km/h               | Limousine: 250 km/h T-Modell: 250 km/h               | Limousine: 250 km/h T-Modell: 250 km/h           | Limousine: 250 km/h T-Modell: 250 km/h               | Limousine: 250 km/h T-Modell: 250 km/h               | Limousine: 250 km/h T-Modell: 250 km/h               | Limousine: 250 km/h T-Modell: 250 km/h       |
| Beschleunigung, 0–100 km/h                  | Limousine: 7,4 s             | Limousine: 7,4 s             | Limousine: 7,1 s T-Modell: 7,5 s                     | Limousine: 7,4 s T-Modell: 7,8 s                     | Limousine: 6,8 s T-Modell: 7,0 s                     | Limousine: 6,5 s                       | Limousine: 7,2 s T-Modell: 7,5 s                       | Limousine: 6,3 s T-Modell: 6,7 s                     | Limousine: 6,6 s T-Modell: 7,1 s                     | Limousine: 5,3 s T-Modell: 5,4 s                 | Limousine: 5,3 s T-Modell: 5,4 s                     | Limousine: 5,3 s T-Modell: 5,4 s                     | Limousine: 5,3 s T-Modell: 5,4 s                     | Limousine: k. A. s T-Modell: k. A. s         |
| Kraftstoffverbrauch auf 100 km (kombiniert) | Limousine: 9,1–9,3 l Super   | Limousine: 9,1–9,3 l Super   | Limousine: 6,8–7,0 l Super T-Modell: 7,1–7,2 l Super | Limousine: 7,4–7,5 l Super T-Modell: 7,8–7,9 l Super | Limousine: 8,5–8,8 l Super T-Modell: 8,6–8,9 l Super | Limousine: 9,3–9,7 l Super             | Limousine: 9,6–9,8 l Super T-Modell: 10,2–10,3 l Super | Limousine: 6,8–7,0 l Super T-Modell: 7,1–7,2 l Super | Limousine: 7,4–7,5 l Super T-Modell: 7,8–7,9 l Super | Limousine: 7,5–7,9 l Super T-Modell: 7,9 l Super | Limousine: 8,1–8,5 l Super T-Modell: 8,5–8,8 l Super | Limousine: 6,9–7,1 l Super T-Modell: 7,2–7,3 l Super | Limousine: 7,4–7,7 l Super T-Modell: 7,7–7,9 l Super | Limousine: l Super T-Modell: l Super         |
| CO2-Emission (kombiniert)                   | Limousine: 212–217 g/km      | Limousine: 212–217 g/km      | Limousine: 159–164 g/km T-Modell: 165–169 g/km       | Limousine: 174–176 g/km T-Modell: 184–186 g/km       | Limousine: 199–205 g/km T-Modell: 200–208 g/km       | Limousine: 218–227 g/km                | Limousine: 226–229 g/km T-Modell: 238–241 g/km         | Limousine: 159–164 g/km T-Modell: 165–169 g/km       | Limousine: 174–176 g/km T-Modell: 184–186 g/km       | Limousine: 175–185 g/km T-Modell: 183–184 g/km   | Limousine: 189–199 g/km T-Modell: 197–205 g/km       | Limousine: 160–165 g/km T-Modell: 168–170 g/km       | Limousine: 172–178 g/km T-Modell: 180–183 g/km       | Limousine: g/km T-Modell: g/km               |
| Abgasnorm nach EU-Klassifikation            | Euro 4                       | Euro 4                       | Euro 5                                               | Euro 5                                               | Euro 5                                               | Euro 5                                 | Euro 5                                                 | Euro 5                                               | Euro 5                                               | Euro 6                                           | Euro 6                                               | Euro 6                                               | Euro 6                                               | Euro 5                                       |

### Achtzylinder-Ottomotoren
| Kenngrößen                                      | E 500 (4)                                                | E 500 4MATIC (4)             | E 500 (1)                                    | E 500 4MATIC (1)                             | E 63 AMG                                       | E 63 AMG                                                                    | E 63 AMG                                | E 63 AMG 4MATIC                                | E 63 AMG S 4MATIC                              |
| Bauzeitraum                                     | 03/2009–08/2011                                          | 09/2009–08/2011              | 09/2011–05/2016                              | 09/2011–05/2016                              | 08/2009–04/2011                                | 04/2011–03/2013                                                             | 04/2013–05/2016                         | 06/2013–05/2016                                | 06/2013–05/2016                                |
| Motorkenndaten                                  |                                                          |                              |                                              |                                              |                                                |                                                                             |                                         |                                                |                                                |
| Motorbezeichnung *                              | M 273 E 55                                               | M 273 E 55                   | M 278 DE 46 AL red.                          | M 278 DE 46 AL red.                          | M 156 E 63                                     | M 157 E 55 DEH LA                                                           | M 157 E 55 DEH LA                       | M 157 E 55 DEH LA                              | M 157 E 55 DEH LA                              |
| Motortyp                                        | V8-Ottomotor                                             | V8-Ottomotor                 | V8-Ottomotor                                 | V8-Ottomotor                                 | V8-Ottomotor                                   | V8-Ottomotor                                                                | V8-Ottomotor                            | V8-Ottomotor                                   | V8-Ottomotor                                   |
| Gemischaufbereitung                             | Saugrohreinspritzung                                     | Saugrohreinspritzung         | Direkteinspritzung                           | Direkteinspritzung                           | Saugrohreinspritzung                           | Direkteinspritzung                                                          | Direkteinspritzung                      | Direkteinspritzung                             | Direkteinspritzung                             |
| Motoraufladung                                  | —                                                        | —                            | Biturbo                                      | Biturbo                                      | —                                              | Biturbo                                                                     | Biturbo                                 | Biturbo                                        | Biturbo                                        |
| Hubraum                                         | 5461 cm³                                                 | 5461 cm³                     | 4663 cm³                                     | 4663 cm³                                     | 6208 cm³                                       | 5461 cm³                                                                    | 5461 cm³                                | 5461 cm³                                       | 5461 cm³                                       |
| max. Leistung                                   | 285 kW (388 PS) bei 6000/min                             | 285 kW (388 PS) bei 6000/min | 300 kW (408 PS) bei 5000–5750/min            | 300 kW (408 PS) bei 5000–5750/min            | 386 kW (525 PS) bei 6800/min                   | 386 kW (525 PS) bei 5250–5750/min [ 410 kW (557 PS) bei 5250–5750/min ] (2) | 410 kW (557 PS) bei 5500/min            | 410 kW (557 PS) bei 5500/min                   | 430 kW (585 PS) bei 5500/min                   |
| max. Drehmoment                                 | 530 Nm bei 2800–4800/min                                 | 530 Nm bei 2800–4800/min     | 600 Nm bei 1600–4750/min                     | 600 Nm bei 1600–4750/min                     | 630 Nm bei 5200/min                            | 700 Nm bei 1750–5000/min [ 800 Nm bei 2000–4500/min ] (2)                   | 720 Nm bei 1750–5250/min                | 720 Nm bei 1750–5250/min                       | 800 Nm bei 1750–5000/min                       |
| Kraftübertragung                                |                                                          |                              |                                              |                                              |                                                |                                                                             |                                         |                                                |                                                |
| Antrieb, serienmäßig                            | Hinterradantrieb                                         | Allradantrieb                | Hinterradantrieb                             | Allradantrieb                                | Hinterradantrieb                               | Hinterradantrieb                                                            | Hinterradantrieb                        | Allradantrieb                                  | Allradantrieb                                  |
| Getriebe, serienmäßig                           | 7-Gang-Automatik (7G-Tronic)                             | 7-Gang-Automatik (7G-Tronic) | 7-Gang-Automatik (7G-Tronic Plus)            | 7-Gang-Automatik (7G-Tronic Plus)            | AMG SPEEDSHIFT MCT 7-Gang-Sportgetriebe        | AMG SPEEDSHIFT MCT 7-Gang-Sportgetriebe                                     | AMG SPEEDSHIFT MCT 7-Gang-Sportgetriebe | AMG SPEEDSHIFT MCT 7-Gang-Sportgetriebe        | AMG SPEEDSHIFT MCT 7-Gang-Sportgetriebe        |
| Messwerte                                       |                                                          |                              |                                              |                                              |                                                |                                                                             |                                         |                                                |                                                |
| Höchstgeschwindigkeit (elektronisch abgeregelt) | 250 km/h                                                 | 250 km/h                     | 250 km/h                                     | 250 km/h                                     | 250 km/h                                       | 250 km/h [ 300 km/h ] (2)                                                   | 250 km/h [ 300 km/h ] (2)               | 250 km/h [ 300 km/h ] (2)                      | 250 km/h [ 300 km/h ] (2)                      |
| Beschleunigung, 0–100 km/h                      | Limousine: 5,2 s T-Modell: 5,4 s                         | Limousine: 5,4 s             | Limousine: 4,9 s T-Modell: 5,0 s             | Limousine: 4,8 s T-Modell: 4,9 s             | Limousine: 4,5 s T-Modell: 4,6 s               | Limousine: 4,3 s [ 4,2 s ] (2) T-Modell: 4,4 s [ 4,3 s ] (2)                | Limousine: 4,3 s                        | Limousine: 3,7 s T-Modell: 3,8 s               | Limousine: 3,6 s T-Modell: 3,7 s               |
| Kraftstoffverbrauch auf 100 km (kombiniert)     | Limousine: 10,8–11,2 l Super T-Modell: 11,1–11,2 l Super | Limousine: 11,0–11,3 l Super | Limousine: 8,9 l Super T-Modell: 9,3 l Super | Limousine: 9,4 l Super T-Modell: 9,5 l Super | Limousine: 12,6 l Super T-Modell: 12,8 l Super | Limousine: 9,8 l Super T-Modell: 10,0 l Super                               | Limousine: 9,7 l Super                  | Limousine: 10,3 l Super T-Modell: 10,5 l Super | Limousine: 10,3 l Super T-Modell: 10,5 l Super |
| CO2-Emission (kombiniert)                       | Limousine: 253–261 g/km T-Modell: 258–260 g/km           | Limousine: 258–264 g/km      | Limousine: 209 g/km T-Modell: 216 g/km       | Limousine: 219 g/km T-Modell: 222 g/km       | Limousine: 295 g/km T-Modell: 299 g/km         | Limousine: 230 g/km T-Modell: 234 g/km                                      | Limousine: 230 g/km                     | Limousine: 242 g/km T-Modell: 246 g/km         | Limousine: 242 g/km T-Modell: 246 g/km         |
| Abgasnorm nach EU-Klassifikation                | Euro 5                                                   | Euro 5                       | Euro 6 (3)                                   | Euro 6 (3)                                   | Euro 5                                         | Euro 5                                                                      | Euro 6                                  | Euro 6                                         | Euro 6                                         |

### Vierzylinder-Dieselmotoren
| Kenngrößen                                  | E 200 CDI (1)                                                                                | E 200 BlueTEC                                                                                    | E 220 CDI BlueEFFICIENCY (2)                                                                     | E 220 CDI Edition (1)                                            | E 220 BlueTEC BlueEFFICIENCY Edition | E 220 BlueTEC BlueEFFICIENCY Edition                   | E 220 CDI (1)                                                                            | E 220 BlueTEC                                                                                    | E 220 BlueTEC 4MATIC                                   | E 250 CDI (1)                                                                            | E 250 BlueTEC                                                                                    | E 250 CDI 4MATIC (1)                            | E 250 BlueTEC 4MATIC                                   | E 300 BlueTEC HYBRID                                   |
| Bauzeitraum                                 | 09/2009–08/2014                                                                              | 09/2014–05/2016                                                                                  | 03/2009–06/2013                                                                                  | 03/2012–08/2013                                                  | 09/2013–08/2014                      | 09/2014–05/2016                                        | 03/2009–08/2014                                                                          | 09/2014–05/2016                                                                                  | 01/2015–05/2016                                        | 03/2009–08/2014                                                                          | 09/2014–05/2016                                                                                  | 03/2011–08/2014                                 | 09/2014–05/2016                                        | 06/2012–06/2015                                        |
| Motorkenndaten                              |                                                                                              |                                                                                                  |                                                                                                  |                                                                  |                                      |                                                        |                                                                                          |                                                                                                  |                                                        |                                                                                          |                                                                                                  |                                                 |                                                        |                                                        |
| Motorbezeichnung *                          | OM 651 DE 22 LA red.                                                                         | OM 651 DE 22 LA red.                                                                             | OM 651 DE 22 LA                                                                                  | OM 651 DE 22 LA                                                  | OM 651 DE 22 LA                      | OM 651 DE 22 LA                                        | OM 651 DE 22 LA                                                                          | OM 651 DE 22 LA                                                                                  | OM 651 DE 22 LA                                        | OM 651 DE 22 LA                                                                          | OM 651 DE 22 LA                                                                                  | OM 651 DE 22 LA                                 | OM 651 DE 22 LA                                        | OM 651 DE 22 LA                                        |
| Motortyp                                    | R4-Dieselmotor                                                                               | R4-Dieselmotor                                                                                   | R4-Dieselmotor                                                                                   | R4-Dieselmotor                                                   | R4-Dieselmotor                       | R4-Dieselmotor                                         | R4-Dieselmotor                                                                           | R4-Dieselmotor                                                                                   | R4-Dieselmotor                                         | R4-Dieselmotor                                                                           | R4-Dieselmotor                                                                                   | R4-Dieselmotor                                  | R4-Dieselmotor                                         | R4-Dieselmotor + Elektromotor                          |
| Gemischaufbereitung                         | Common-Rail-Direkteinspritzung                                                               | Common-Rail-Direkteinspritzung                                                                   | Common-Rail-Direkteinspritzung                                                                   | Common-Rail-Direkteinspritzung                                   | Common-Rail-Direkteinspritzung       | Common-Rail-Direkteinspritzung                         | Common-Rail-Direkteinspritzung                                                           | Common-Rail-Direkteinspritzung                                                                   | Common-Rail-Direkteinspritzung                         | Common-Rail-Direkteinspritzung                                                           | Common-Rail-Direkteinspritzung                                                                   | Common-Rail-Direkteinspritzung                  | Common-Rail-Direkteinspritzung                         | Common-Rail-Direkteinspritzung                         |
| Motoraufladung                              | Turbolader                                                                                   | Turbolader                                                                                       | Turbolader                                                                                       | Turbolader                                                       | Turbolader                           | Turbolader                                             | Turbolader                                                                               | Turbolader                                                                                       | Turbolader                                             | Turbolader                                                                               | Turbolader                                                                                       | Turbolader                                      | Turbolader                                             | Turbolader                                             |
| Hubraum                                     | 2143 cm³                                                                                     | 2143 cm³                                                                                         | 2143 cm³                                                                                         | 2143 cm³                                                         | 2143 cm³                             | 2143 cm³                                               | 2143 cm³                                                                                 | 2143 cm³                                                                                         | 2143 cm³                                               | 2143 cm³                                                                                 | 2143 cm³                                                                                         | 2143 cm³                                        | 2143 cm³                                               | 2143 cm³                                               |
| max. Leistung                               | 100 kW (136 PS) bei 2800–4600/min                                                            | 100 kW (136 PS) bei 2800–4600/min                                                                | 120 kW (163 PS) bei 3000–4200/min                                                                | 125 kW (170 PS) bei 3000–4200/min                                | 125 kW (170 PS) bei 3000–4200/min    | 125 kW (170 PS) bei 3000–4200/min                      | 125 kW (170 PS) bei 3000–4200/min                                                        | 125 kW (170 PS) bei 3000–4200/min                                                                | 125 kW (170 PS) bei 3000–4200/min                      | 150 kW (204 PS) bei 4200/min                                                             | 150 kW (204 PS) bei 3800/min                                                                     | 150 kW (204 PS) bei 4200/min                    | 150 kW (204 PS) bei 3800/min                           | 150 kW (204 PS) bei 4200/min + 20 kW (27 PS)           |
| max. Drehmoment                             | 360 Nm bei 1600–2600/min                                                                     | 360 Nm bei 1400–2600/min                                                                         | 400 Nm bei 1400–2800/min                                                                         | 400 Nm bei 1400–2800/min                                         | 400 Nm bei 1400–2800/min             | 400 Nm bei 1400–2800/min                               | 400 Nm bei 1400–2800/min                                                                 | 400 Nm bei 1400–2800/min                                                                         | 400 Nm bei 1400–2800/min                               | 500 Nm bei 1600–1800/min                                                                 | 500 Nm bei 1600–1800/min                                                                         | 500 Nm bei 1600–1800/min                        | 500 Nm bei 1600–1800/min                               | 500 Nm + 250 Nm bei 1600–1800/min                      |
| Kraftübertragung                            |                                                                                              |                                                                                                  |                                                                                                  |                                                                  |                                      |                                                        |                                                                                          |                                                                                                  |                                                        |                                                                                          |                                                                                                  |                                                 |                                                        |                                                        |
| Antrieb, serienmäßig                        | Hinterradantrieb                                                                             | Hinterradantrieb                                                                                 | Hinterradantrieb                                                                                 | Hinterradantrieb                                                 | Hinterradantrieb                     | Hinterradantrieb                                       | Hinterradantrieb                                                                         | Hinterradantrieb                                                                                 | Allradantrieb                                          | Hinterradantrieb                                                                         | Hinterradantrieb                                                                                 | Allradantrieb                                   | Allradantrieb                                          | Hinterradantrieb                                       |
| Getriebe, serienmäßig                       | 6-Gang-Schaltgetriebe                                                                        | 6-Gang-Schaltgetriebe                                                                            | 6-Gang-Schaltgetriebe                                                                            | 6-Gang-Schaltgetriebe                                            | 7-Gang-Automatik (7G-Trokic Plus)    | 6-Gang-Schaltgetriebe/9-Gang-Automatik (9G-Tronic) (6) | 6-Gang-Schaltgetriebe (4)                                                                | 6-Gang-Schaltgetriebe (4)                                                                        | 7-Gang-Automatik (7G-Tronic Plus)                      | 6-Gang-Schaltgetriebe                                                                    | 7-Gang-Automatik (7G-Tronic Plus)                                                                | 7-Gang-Automatik (7G-Tronic)/7G-Tronic Plus (5) | 7-Gang-Automatik (7G-Tronic Plus)                      | 7-Gang-Automatik (7G-Tronic Plus)                      |
| Getriebe, optional                          | 5-Gang-Automatik (5G-Tronic)/7-Gang-Automatik (7G-Tronic Plus) (3)                           | 7-Gang-Automatik (7G-Tronic Plus)                                                                | 5-Gang-Automatik (5G-Tronic)/7-Gang-Automatik (7G-Tronic Plus) (3)                               | —                                                                | —                                    | —                                                      | 5-Gang-Automatik (5G-Tronic)/7-Gang-Automatik (7G-Tronic Plus) (3)                       | 9-Gang-Automatik (9G-Tronic)                                                                     | —                                                      | 5-Gang-Automatik (5G-Tronic)/7-Gang-Automatik (7G-Tronic Plus) (5)                       | 9-Gang-Automatik (9G-Tronic)                                                                     | —                                               | —                                                      | —                                                      |
| Messwerte                                   |                                                                                              |                                                                                                  |                                                                                                  |                                                                  |                                      |                                                        |                                                                                          |                                                                                                  |                                                        |                                                                                          |                                                                                                  |                                                 |                                                        |                                                        |
| Höchstgeschwindigkeit                       | Limousine: 210 km/h [ 207 km/h ] T-Modell: 205 km/h [ 203 km/h ]                             | Limousine: 210 km/h [ 207 km/h ] T-Modell: 205 km/h [ 203 km/h ]                                 | Limousine: 228 km/h [ 227 km/h ] T-Modell: 220 km/h [ 216 km/h ]                                 | Limousine: 228 km/h [ 227 km/h ] T-Modell: 220 km/h [ 216 km/h ] | Limousine: 227 km/h                  | Limousine: 228 km/h T-Modell: 222 km/h                 | Limousine: 228 km/h [ 227 km/h ] T-Modell: 220 km/h [ 216 km/h ]                         | Limousine: 228 km/h [ 230 km/h ] T-Modell: 220 km/h [ 222 km/h ]                                 | Limousine: 222 km/h T-Modell: 215 km/h                 | Limousine: 240 km/h [ 242 km/h ] T-Modell: 232 km/h [ 232 km/h ]                         | Limousine: 240 km/h [ 245 km/h ] T-Modell: 232 km/h [ 236 km/h ]                                 | Limousine: 238 km/h T-Modell: 230 km/h          | Limousine: 238 km/h T-Modell: 230 km/h                 | Limousine: 242 km/h T-Modell: 232 km/h                 |
| Beschleunigung, 0–100 km/h                  | Limousine: 10,2 s [ 9,5 s ] T-Modell: 10,9 s [ 10,1 s ]                                      | Limousine: 10,2 s [ 9,5 s ] T-Modell: 10,7 s [ 9,8 s ]                                           | Limousine: 8,7 s [ 8,4 s ] T-Modell: 8,8 s [ 8,6 s ]                                             | Limousine: 8,7 s [ 8,4 s ] T-Modell: 8,8 s [ 8,6 s ]             | Limousine: 8,4 s                     | Limousine: 8,6 s T-Modell: 8,6 s                       | Limousine: 8,7 s [ 8,4 s ] T-Modell: 8,8 s [ 8,6 s ]                                     | Limousine: 8,6 s [ 8,2 s ] T-Modell: 8,9 s [ 8,6 s ]                                             | Limousine: 8,5 s T-Modell: 8,8 s                       | Limousine: 7,7 s [ 7,5 s ] T-Modell: 7,8 s [ 7,8 s ]                                     | Limousine: 7,5 s [ 7,4 s ] T-Modell: 7,8 s [ 7,7 s ]                                             | Limousine: 7,9 s T-Modell: 8,1 s                | Limousine: 7,8 s T-Modell: 8,1 s                       | Limousine: 7,5 s T-Modell: 7,8 s                       |
| Kraftstoffverbrauch auf 100 km (kombiniert) | Limousine: 5,1–5,4 l Diesel [ 4,9 l Diesel ] T-Modell: 5,3–5,6 l Diesel [ 5,3–5,6 l Diesel ] | Limousine: 4,6–4,8 l Diesel [ 4,6–4,9 l Diesel ] T-Modell: 4,9–5,1 l Diesel [ 4,8–5,0 l Diesel ] | Limousine: 5,0–5,3 l Diesel [ 4,9–5,3 l Diesel ] T-Modell: 5,2–5,4 l Diesel [ 5,3–5,5 l Diesel ] | Limousine: 4,5 l Diesel                                          | Limousine: 4,4–4,6 l Diesel          | Limousine: 4,4–4,9 l Diesel T-Modell: 4,5–4,8 l Diesel | Limousine: 5,0–5,3 l Diesel [ 4,7 l Diesel ] T-Modell: 5,2–5,4 l Diesel [ 5,2 l Diesel ] | Limousine: 4,5–4,9 l Diesel [ 4,5–4,7 l Diesel ] T-Modell: 4,9–5,1 l Diesel [ 4,7–4,9 l Diesel ] | Limousine: 4,4–6,3 l Diesel T-Modell: 4,8–6,4 l Diesel | Limousine: 5,0–5,3 l Diesel [ 4,7 l Diesel ] T-Modell: 5,2–5,4 l Diesel [ 5,2 l Diesel ] | Limousine: 4,6–5,0 l Diesel [ 4,5–4,7 l Diesel ] T-Modell: 5,0–5,2 l Diesel [ 4,7–4,9 l Diesel ] | Limousine: 5,5 l Diesel T-Modell: 5,8 l Diesel  | Limousine: 5,1–5,3 l Diesel T-Modell: 5,3–5,6 l Diesel | Limousine: 3,8–4,1 l Diesel T-Modell: 4,1–4,3 l Diesel |
| CO2-Emission (kombiniert)                   | Limousine: 134–141 g/km [ 127 g/km ] T-Modell: 140–147 g/km [ 137 g/km ]                     | Limousine: 119–125 g/km [ 119–128 g/km ] T-Modell: 129–133 g/km [ 125–129 g/km ]                 | Limousine: 130–139 g/km [ 129–138 g/km ] T-Modell: 136–141 g/km [ 139–143 g/km ]                 | Limousine: 119 g/km                                              | Limousine: 114–122 g/km              | Limousine: 115–127 g/km T-Modell: 118–125 g/km         | Limousine: 130–139 g/km [ 125 g/km ] T-Modell: 136–141 g/km [ 134 g/km ]                 | Limousine: ? g/km [ 117–122 g/km ] T-Modell: 127–132 g/km [ 124–127 g/km ]                       | Limousine: 135 g/km T-Modell: 140 g/km                 | Limousine: 130–139 g/km [ 125 g/km ] T-Modell: 136–141 g/km [ 134 g/km ]                 | Limousine: 121–130 g/km [ 116–123 g/km ] T-Modell: 130–135 g/km [ 124–127 g/km ]                 | Limousine: 143 g/km T-Modell: 152 g/km          | Limousine: 135–139 g/km T-Modell: 140–147 g/km         | Limousine: 99–109 g/km T-Modell: 109–114 g/km          |
| Abgasnorm nach EU-Klassifikation            | Euro 5                                                                                       | Euro 6                                                                                           | Euro 5                                                                                           | Euro 5                                                           | Euro 6                               | Euro 6                                                 | Euro 5                                                                                   | Euro 6                                                                                           | Euro 6                                                 | Euro 5                                                                                   | Euro 6                                                                                           | Euro 5                                          | Euro 6                                                 | Euro 5                                                 |

Werte in eckigen Klammern [ ] ab Höchstgeschwindigkeit für Automatik

### Sechszylinder-Dieselmotoren
| Kenngrößen                                  | E 300 CDI BlueEFFICIENCY                               | E 300 CDI BlueEFFICIENCY                               | E 300 CDI BlueEFFICIENCY                               | E 300 BlueTEC                                                      | E 350 CDI BlueEFFICIENCY                               | E 350 CDI BlueEFFICIENCY                               | E 350 BlueTEC                                          | E 350 BlueTEC                                                      | E 350 BlueTEC 4MATIC                                   | E 350 BlueTEC                                          | E 350 BlueTEC 4MATIC                                   | E 350 CDI 4MATIC BlueEFFICIENCY                        | E 350 CDI 4MATIC BlueEFFICIENCY                        |
| Bauzeitraum                                 | 01/2010–07/2010                                        | 07/2010–11/2011                                        | 12/2011–02/2013                                        | 03/2013–05/2016                                                    | 03/2009–07/2010                                        | 07/2010–02/2013                                        | 09/2009–02/2013                                        | 03/2013–07/2014                                                    | 03/2013–07/2014                                        | 07/2014–05/2016                                        | 07/2014–05/2016                                        | 09/2009–09/2010                                        | 10/2010–02/2013                                        |
| Motorkenndaten                              |                                                        |                                                        |                                                        |                                                                    |                                                        |                                                        |                                                        |                                                                    |                                                        |                                                        |                                                        |                                                        |                                                        |
| Motorbezeichnung *                          | OM 642 DE 30 LA                                        | OM 642 DE 30 LA                                        | OM 642 LS DE 30 LA                                     | OM 642 LS DE 30 LA                                                 | OM 642 DE 30 LA                                        | OM 642 LS DE 30 LA                                     | OM 642 DE 30 LA                                        | OM 642 LS DE 30 LA                                                 | OM 642 LS DE 30 LA                                     | OM 642 LS DE 30 LA                                     | OM 642 LS DE 30 LA                                     | OM 642 DE 30 LA                                        | OM 642 LS DE 30 LA                                     |
| Motortyp                                    | V6-Dieselmotor                                         | V6-Dieselmotor                                         | V6-Dieselmotor                                         | V6-Dieselmotor                                                     | V6-Dieselmotor                                         | V6-Dieselmotor                                         | V6-Dieselmotor                                         | V6-Dieselmotor                                                     | V6-Dieselmotor                                         | V6-Dieselmotor                                         | V6-Dieselmotor                                         | V6-Dieselmotor                                         | V6-Dieselmotor                                         |
| Gemischaufbereitung                         | Common-Rail-Direkteinspritzung                         | Common-Rail-Direkteinspritzung                         | Common-Rail-Direkteinspritzung                         | Common-Rail-Direkteinspritzung                                     | Common-Rail-Direkteinspritzung                         | Common-Rail-Direkteinspritzung                         | Common-Rail-Direkteinspritzung                         | Common-Rail-Direkteinspritzung                                     | Common-Rail-Direkteinspritzung                         | Common-Rail-Direkteinspritzung                         | Common-Rail-Direkteinspritzung                         | Common-Rail-Direkteinspritzung                         | Common-Rail-Direkteinspritzung                         |
| Motoraufladung                              | Turbolader                                             | Turbolader                                             | Turbolader                                             | Turbolader                                                         | Turbolader                                             | Turbolader                                             | Turbolader                                             | Turbolader                                                         | Turbolader                                             | Turbolader                                             | Turbolader                                             | Turbolader                                             | Turbolader                                             |
| Hubraum                                     | 2987 cm³                                               | 2987 cm³                                               | 2987 cm³                                               | 2987 cm³                                                           | 2987 cm³                                               | 2987 cm³                                               | 2987 cm³                                               | 2987 cm³                                                           | 2987 cm³                                               | 2987 cm³                                               | 2987 cm³                                               | 2987 cm³                                               | 2987 cm³                                               |
| max. Leistung                               | 150 kW (204 PS) bei 3800/min                           | 170 kW (231 PS) bei 3800/min                           | 170 kW (231 PS) bei 3800/min                           | 170 kW (231 PS) bei 3800/min                                       | 170 kW (231 PS) bei 3800/min                           | 195 kW (265 PS) bei 3800/min                           | 155 kW (211 PS) bei 3400/min                           | 185 kW (252 PS) bei 3600/min                                       | 185 kW (252 PS) bei 3600/min                           | 190 kW (258 PS) bei 3400/min                           | 190 kW (258 PS) bei 3400/min                           | 170 kW (231 PS) bei 3800/min                           | 195 kW (265 PS) bei 3800/min                           |
| max. Drehmoment                             | 500 Nm bei 1400–2400/min                               | 540 Nm bei 1600–2400/min                               | 540 Nm bei 1600–2400/min                               | 540 Nm bei 1550–2400/min                                           | 540 Nm bei 1600–2400/min                               | 620 Nm bei 1600–2400/min                               | 540 Nm bei 1600–2400/min                               | 620 Nm bei 1600–2400/min                                           | 620 Nm bei 1600–2400/min                               | 620 Nm bei 1600–2400/min                               | 620 Nm bei 1600–2400/min                               | 540 Nm bei 1600–2400/min                               | 620 Nm bei 1600–2400/min                               |
| Kraftübertragung                            |                                                        |                                                        |                                                        |                                                                    |                                                        |                                                        |                                                        |                                                                    |                                                        |                                                        |                                                        |                                                        |                                                        |
| Antrieb, serienmäßig                        | Hinterradantrieb                                       | Hinterradantrieb                                       | Hinterradantrieb                                       | Hinterradantrieb                                                   | Hinterradantrieb                                       | Hinterradantrieb                                       | Hinterradantrieb                                       | Hinterradantrieb                                                   | Allradantrieb                                          | Hinterradantrieb                                       | Allradantrieb                                          | Allradantrieb                                          | Allradantrieb                                          |
| Getriebe, serienmäßig                       | 7-Gang-Automatik (7G-Tronic)                           | 7-Gang-Automatik (7G-Tronic)                           | 7-Gang-Automatik (7G-Tronic Plus)                      | 7-Gang-Automatik (7G-Tronic Plus)/9-Gang-Automatik (9G-Tronic) (4) | 7-Gang-Automatik (7G-Tronic)                           | 7G-Tronic/7G-Tronic Plus (1)                           | 7G-Tronic/7G-Tronic Plus (1)                           | 7-Gang-Automatik (7G-Tronic Plus)/9-Gang-Automatik (9G-Tronic) (3) | 7-Gang-Automatik (7G-Tronic Plus)                      | 9-Gang-Automatik (9G-Tronic)                           | 7-Gang-Automatik (7G-Tronic Plus)                      | 7-Gang-Automatik (7G-Tronic)                           | 7-Gang-Automatik (7G-Tronic Plus) (2)                  |
| Messwerte                                   |                                                        |                                                        |                                                        |                                                                    |                                                        |                                                        |                                                        |                                                                    |                                                        |                                                        |                                                        |                                                        |                                                        |
| Höchstgeschwindigkeit                       | Limousine: 240 km/h T-Modell: 230 km/h                 | Limousine: 250 km/h T-Modell: 240 km/h                 | Limousine: 250 km/h T-Modell: 240 km/h                 | Limousine: 250 km/h T-Modell: 243 km/h                             | Limousine: 250 km/h T-Modell: 240 km/h                 | Limousine: 250 km/h T-Modell: 250 km/h                 | Limousine: 239 km/h T-Modell: 232 km/h                 | Limousine: 250 km/h T-Modell: 245–250 km/h                         | Limousine: 245 km/h T-Modell: 240 km/h                 | Limousine: 250 km/h T-Modell: 250 km/h                 | Limousine: 250 km/h T-Modell: 240 km/h                 | Limousine: 241 km/h T-Modell: 235 km/h                 | Limousine: 250 km/h T-Modell: 247 km/h                 |
| Beschleunigung, 0–100 km/h                  | Limousine: 7,9 s T-Modell: 8,3 s                       | Limousine: 6,8 s T-Modell: 7,2 s                       | Limousine: 6,8 s T-Modell: 7,2 s                       | Limousine: 7,1 s T-Modell: 7,4 s                                   | Limousine: 6,8 s T-Modell: 7,2 s                       | Limousine: 6,2 s T-Modell: 6,7 s                       | Limousine: 7,8 s T-Modell: 8,0 s                       | Limousine: 6,6 s T-Modell: 6,9 s                                   | Limousine: 6,7 s T-Modell: 7,0 s                       | Limousine: 6,4 s T-Modell: 6,6 s                       | Limousine: 6,6 s T-Modell: 6,8 s                       | Limousine: 7,1 s T-Modell: 7,5 s                       | Limousine: 6,7 s T-Modell: 7,3 s                       |
| Kraftstoffverbrauch auf 100 km (kombiniert) | Limousine: 6,8–7,1 l Diesel T-Modell: 7,0–7,3 l Diesel | Limousine: 6,8–7,1 l Diesel T-Modell: 7,0–7,3 l Diesel | Limousine: 5,8–6,1 l Diesel T-Modell: 6,2–6,4 l Diesel | Limousine: 5,0–5,3 l Diesel T-Modell: 5,3–5,5 l Diesel             | Limousine: 6,8–7,1 l Diesel T-Modell: 7,0–7,3 l Diesel | Limousine: 5,8–6,1 l Diesel T-Modell: 6,2–6,4 l Diesel | Limousine: 6,8–7,2 l Diesel T-Modell: 7,2–7,3 l Diesel | Limousine: 5,3–5,4 l Diesel T-Modell: 5,5–5,7 l Diesel             | Limousine: 6,0–6,4 l Diesel T-Modell: 6,4–6,5 l Diesel | Limousine: 5,0–5,3 l Diesel T-Modell: 5,3–5,5 l Diesel | Limousine: 5,7–6,0 l Diesel T-Modell: 6,1–6,3 l Diesel | Limousine: 7,0–7,2 l Diesel T-Modell: 7,6–7,7 l Diesel | Limousine: 6,6–6,7 l Diesel T-Modell: 7,1–7,2 l Diesel |
| CO2-Emission (kombiniert)                   | Limousine: 179–186 g/km T-Modell: 185–192 g/km         | Limousine: 179–186 g/km T-Modell: 185–192 g/km         | Limousine: 153–159 g/km T-Modell: 163–169 g/km         | Limousine: 133–139 g/km T-Modell: 138–142 g/km                     | Limousine: 179–186 g/km T-Modell: 185–192 g/km         | Limousine: 153–159 g/km T-Modell: 163–169 g/km         | Limousine: 180–188 g/km T-Modell: 189–191 g/km         | Limousine: 138–141 g/km T-Modell: 144–150 g/km                     | Limousine: 160–169 g/km T-Modell: 170–173 g/km         | Limousine: 133–139 g/km T-Modell: 138–142 g/km         | Limousine: 150–156 g/km T-Modell: 160–166 g/km         | Limousine: 183–188 g/km T-Modell: 200–203 g/km         | Limousine: 173–175 g/km T-Modell: 187–189 g/km         |
| Abgasnorm nach EU-Klassifikation            | Euro 5                                                 | Euro 5                                                 | Euro 5                                                 | Euro 6                                                             | Euro 5                                                 | Euro 5                                                 | Euro 6                                                 | Euro 6                                                             | Euro 6                                                 | Euro 6                                                 | Euro 6                                                 | Euro 5                                                 | Euro 5                                                 |

* Die Motorbezeichnung ist wie folgt verschlüsselt:
M = Motor (Otto), OM = Ölmotor (Diesel), Baureihe = 3-stellig, DE = Direkteinspritzung, E = Saugrohreinspritzung, KE = Kanaleinspritzung, Hubraum = Deziliter (gerundet), A = Abgasturbolader, L = Ladeluftkühlung, H = Homogen, LA = wie AL, LS = Leistungssteigerung, ML = Kompressor, NGT = Flüssiggasantrieb, red. = reduzierte(r) Leistung/Hubraum

## Sicherheitstechnik
| Sonstige Messwerte            |
| Sterne im Euro-NCAP-Crashtest |

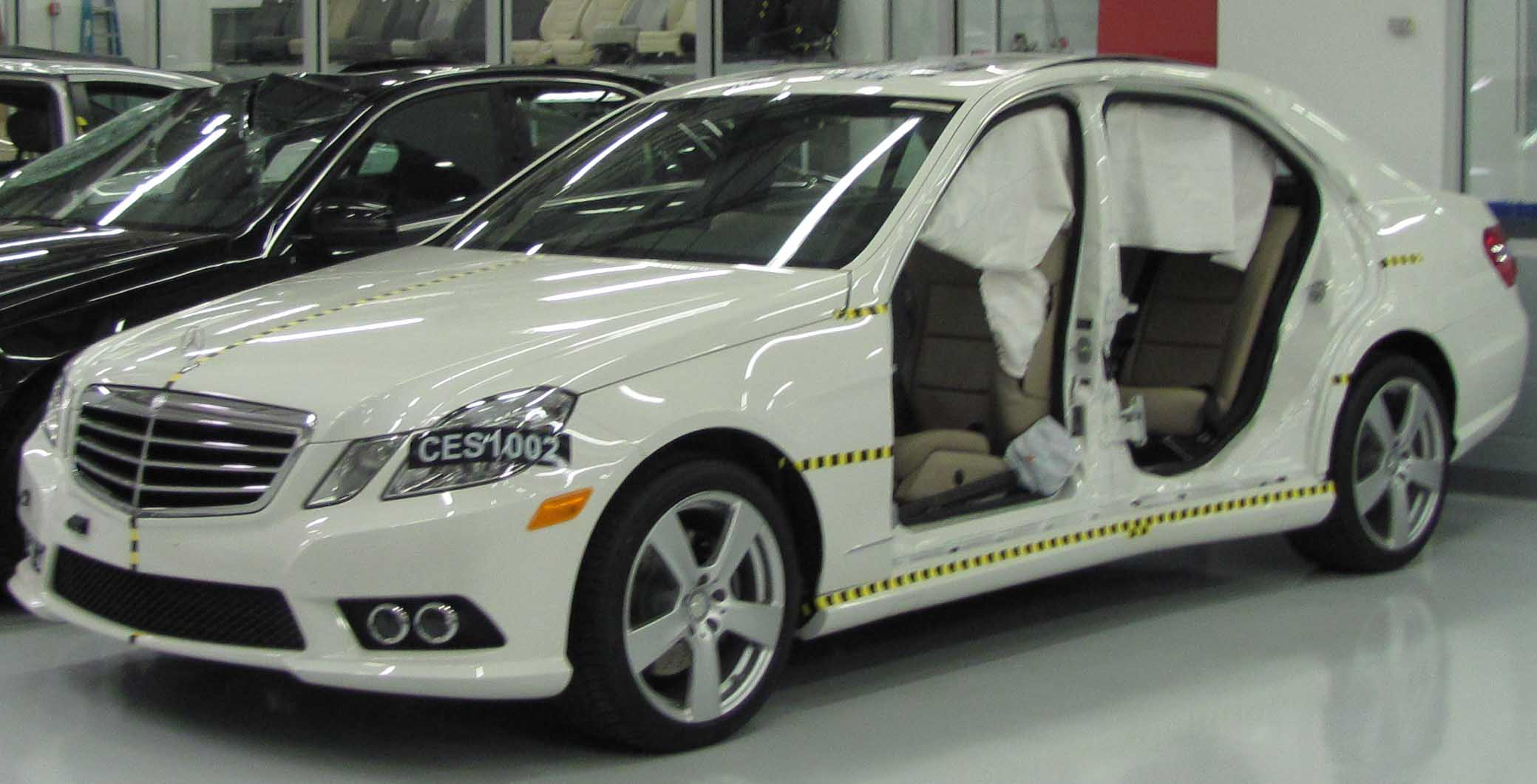
Ein W 212 nach einem Crashtest

Die E-Klasse sollte die Pionierrolle in Sachen Sicherheit übernehmen. So hielten eine Vielzahl von Fahrerassistenzsystemen, umfangreiche passive Sicherheitselemente und auch der vorangeschrittene Fußgängerschutz Einzug in die E-Klasse.
Als serienmäßige Elemente gibt es eine extrem stabile Fahrgastzelle, vor allem im Bereich der Fahrzeugseiten, Frontairbags, die je nach Schwere zweistufig auslösen, Seitenairbags, Fensterairbags, Knieairbags und erstmals Beckenairbags (von Mercedes als Pelvisbag eingeführt), eine aktive Motorhaube, die sich im Falle eines Fußgängerunfalls im hinteren Bereich um 50 mm anhebt und so dem Fußgänger eine größere Knautschzone bietet, ein verbessertes Pre-Safe (Unfallverhütungssystem) mit automatischer Schließung der Seitenscheiben und gegebenenfalls des Schiebedachs sowie den Müdigkeitswarner Attention Assist.
Erweitern ließ sich die Sicherheitstechnik durch zahlreiche Sonderausstattungen wie eine automatische Notbremsfunktion, verbesserter Abstandsregeltempomat Distronic, radargeregelter Bremsassistent BAS Plus, intelligenter Nachtsicht-Assistent mit Fußgängererkennung, Intelligent Light System mit adaptivem Fernlichtassistenten, Verkehrszeichenerkennung, Spurhalteassistent, Spurwechselassistent und Einparkassistent.

## Sonderausstattungen

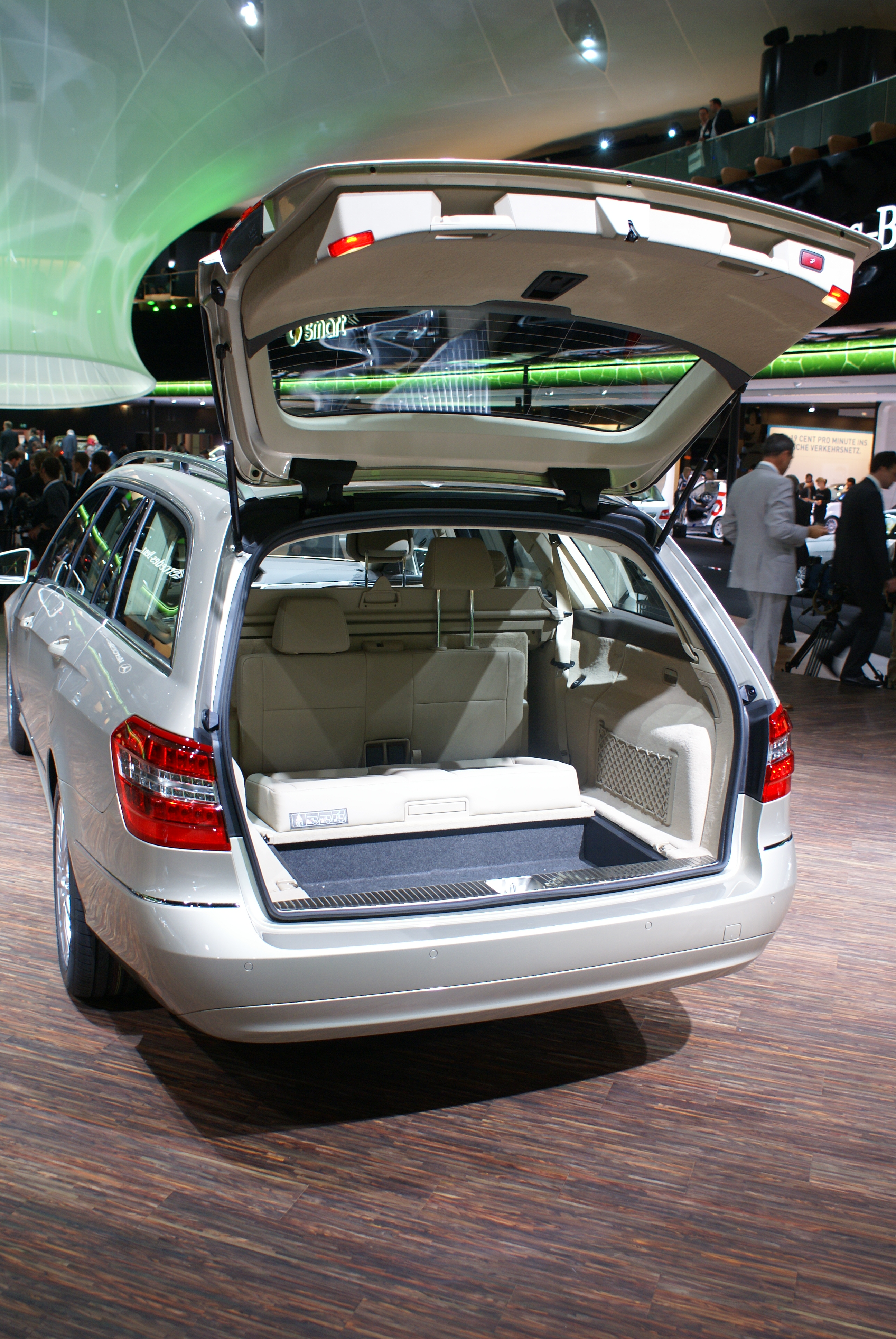
Optional erhältliche dritte Sitzreihe im Kofferraum des T-Modells

Als Sonderausstattung bot die Baureihe 212 viele Neuentwicklungen, die zum ersten Mal in einem Mercedes-Benz eingeführt wurden. Andere Sonderausstattungen wurden aus der S-Klasse übernommen und modifiziert.
Allgemeine Sonderausstattungen sind Sitzheizung und -klimatisierung für Fahrer und Beifahrer, Komfort-Einzelsitze im Fond (nur Limousine), Multikontursitze mit Massage- und Fahrdynamikfunktion, Memory-Paket, bei dem die Vordersitze komplett elektrisch verstellbar und die Sitzpositionen speicherbar sind, Panorama-Glasdach, das schlüsselfreie Schließsystem Keyless Go oder auch eine Einbruch-Diebstahl-Warnanlage mit Abschleppschutz und Innenraumüberwachung.
Unter anderem gab es darüber hinaus folgende Sonderausstattungen:

### AbstandsradarDistronic Plus
Das Abstandsradar Distronic Plus hält den notwendigen Abstand zum vorausfahrenden Fahrzeug ein und beschleunigt selbständig, sofern sich der Abstand vergrößert. Neu ist bei diesem System, dass das Fahrzeug bei Bedarf bis zum Stillstand abgebremst wird. Ebenso dient es der Unfallverhütung bzw. Minderung der Unfallschwere, indem es das Fahrzeug abbremst, sofern eine Kollision droht und unausweichlich ist. Die automatische Notbremsfunktion ist dabei so ausgestaltet, dass 1,6 Sekunden vor einer unvermeidbaren Kollision mit 40 % der Bremskraft verzögert und der Fahrer akustisch und visuell gewarnt wird, 0,6 Sekunden vorher dann mit maximaler Verzögerung gebremst wird.

### Agility Control Sportfahrwerk
(serienmäßig bei Ausstattungslinie Avantgarde und Sport-Paket AMG)
Im Unterschied zu dem serienmäßigen Direct Control-Fahrwerk mit Stahlfedern sind Federn und Dämpfung straffer abgestimmt und das Fahrzeug ist um 15 mm tiefergelegt. Bestandteil ist auch eine Sport-Parameterlenkung mit direkterer Übersetzung. Wahlweise ist auch bei der Ausstattungslinie Avantgarde ohne Aufpreis das Komfort-Fahrwerk der Ausstattungslinien Classic und Elegance erhältlich.

### EinparkhilfeParktronicmit Parkführung
Die Parktronic inklusive Parkführung erleichtert das Einparken, indem Abstände akustisch und durch LED-Anzeigen innen verdeutlicht werden. Die Parkführung gibt auf dem Kombiinstrument Hinweise zum notwendigen Einschlag des Lenkrades, Lenkwinkel sowie Umlenkpunkten beim Einparken.

### Fahrdynamik-Paket
Das Fahrdynamik-Paket wurde nur für das Coupé und das Cabriolet (Mercedes-Benz Baureihe 207) angeboten.

### KlimaanlageThermotronic
Die Komfort-Klimatisierungsautomatik Thermotronic bietet gegenüber der serienmäßigen Thermatic eine Einteilung in drei Raumzonen, zwei Bereiche vorne und ein Bereich im Fond. Erstmals können drei verschiedene Klimastile gewählt werden. Dabei sorgt Diffuse für eine geringe Luftgeschwindigkeit bei gleichzeitig großflächiger Luftverteilung. Medium bietet eine mittlere Einstellung und bei Focus erfolgt eine direkte Anströmung großer Luftmengen hauptsächlich durch Luftauslässe im mittleren Bereich.
Die Anlage arbeitet vollkommen automatisch, unterstützt durch zahlreiche Sensoren. Zwei von ihnen überwachen die Innenraumtemperatur, vier die Temperatur der an den Lüftungsdüsen ausströmenden Luft und einer erfasst die Intensität sowie Strahlungsrichtung der Sonne. Darüber hinaus gibt es noch einen Taupunkt- und Schadgassensor, welcher bei zu hohen Kohlenmonoxid- und Stickoxidkonzentrationen, beispielsweise bei längeren Fahrten im Tunnel, automatisch die Umluft aktiviert.
Zur Steuerung gibt es zwei Bedienteile, eins in der Mittelkonsole und ein Weiteres für den Fondbereich am hinteren Teil der Tunnelverkleidung. Beide zeigen die gewählten Einstellungen, welche mittels Schaltwippen vorgenommen werden können, über organische Leuchtdioden (OLED) an.
Die Luftverteilung übernehmen zehn Elektromotoren und 20 Belüftungsdüsen. Die Heizleistung stieg im Vergleich zu dem Vorgängermodell um 10 % auf nun 11 kW. Die Dieselmodelle und 4-Zylinder mit Benzindirekteinspritzung verfügen über einen Wärmetauscher mit sechs Heizelementen, da sie aufgrund ihres hohen thermischen Wirkungsgrades, bei niedrigen Außentemperaturen zu wenig Heizleistung abgeben. Die Leistung des Klimakompressors, der nun stufenlos arbeitet, stieg um 5 % auf mehr als 8 kW.

### Lichtsteuerung
Ein „Lichtpaket“ umfasst das sogenannte Intelligent Light System der zweiten Stufe mit Bi-Xenon-Scheinwerfern mit Kurvenlichtfunktion und LED-Tagfahrlicht, es entfallen dabei die Nebelscheinwerfer in der Frontschürze.
Bestandteil ist bei dem Paket zudem der Adaptive Fernlicht-Assistent, bei dem – gesteuert durch eine Kamera – das Abblendlicht automatisch und stufenlos so eingestellt wird, dass der Lichtkegel unter den Rücklichtern des nächsten vorausfahrenden Fahrzeugs endet beziehungsweise bei Gegenverkehr abgeblendet wird. Maximal sind damit Reichweiten im Abblendlicht bis zu 300 Meter möglich. Wenn kein anderes Fahrzeug mehr vorhanden ist, blendet das System stufenlos und mit einem weichen Übergang das Fernlicht auf. Für den Fahrer gibt es keinen abrupten Lichtwechsel – die Augen des Fahrers können sich damit problemlos an die unterschiedlichen Ausleuchtungen anpassen.
Bei Limousine und T-Modell war in der Linie Avantgarde ab dem Änderungsjahr 2010 zunächst das Licht-Paket einschließlich Intelligent Light System und Adaptivem Fernlicht-Assistenten enthalten, später wurden diese Systeme gesondert aufpreispflichtig.

### LuftfederungAirmatic
(serienmäßig bei E 500 (4MATIC))
Die Airmatic wurde gegenüber der Vorversion bei der Baureihe 211, dort noch Airmatic Dual Control genannt, modifiziert. Erstmals gibt es sie mit einem elektronisch geregelten Dämpfungssystem, das stufenlos arbeitet und jedes Rad einzeln regeln kann. Sieben Sensoren überwachen Fahrsituation und Lage der Karosserie. Ein Steuergerät, das zusätzliche Informationen über Geschwindigkeit, Lenkradwinkel und Daten vom Motor erhält, ermittelt daraus die optimale Charakteristik der einzelnen Stoßdämpfer. In Abhängigkeit vom Zustand der Straße und des Fahrzeugs wird die Dämpfkraft automatisch angepasst. Je nach Fahrweise wird bei schlechten Straßen auf eine weichere Dämpfung gestellt, bei dynamischen Fahrverhalten wird die Abstimmung straffer. Über einen Schalter in der Mittelkonsole kann der Fahrer zwischen zwei verschiedenen Modi bei der Abstimmung wählen – Comfort und Sport. Im zuletzt genannten Modus werden die hydraulischen Kräfte der Stoßdämpfer angehoben.
Eine Weltpremiere ist das MacPherson-Luftfederbein der Vorderachse, bei dem erstmals Stoßdämpfer und Radführung mit der Luftfeder in einem Modul vereint sind.

### MercedesSport
Ab Mitte 2010 war bei allen vier Modellen zur Individualisierung das Paket MercedesSport als Sonderausstattung erhältlich. Dabei wurde im Rahmen des sogenannten „Add-on-Prinzips“, im Gegensatz zum herkömmlichen Tuning, kein Austausch der Original-Anbauteile vorgenommen. Vielmehr wurden die einzelnen Teile zur vorhandenen Karosserie hinzugefügt. Zur Wahl standen Spoiler für die Front, die Seitenschweller, das Heck, eine Heckschürzenblende mit Diffusor-Optik, Blenden der Nebelscheinwerfer und 18-Zoll-Leichtmetallräder in Bicolor-Ausführung. Das Sportfahrwerk mit strafferen Dämpfern legt das Auto um bis zu 15 Millimeter tiefer. Zudem gab es eine Sportbremsanlage mit gelochten Bremsscheiben. Für das Interieur standen ein Vier-Speichen-Sportlenkrad, Edelstahlpedale, beleuchtete Edelstahl-Einstiegsschienen sowie spezielle Fußmatten zur Auswahl.
Präsentiert wurde das neue Paket auf dem Genfer Auto-Salon im Jahr 2010.

### Multimedia-Systeme
Ab Ende 2010 konnte man das Audio 20 CD um das Navigation 20 erweitern, so dass ein Navigations-Center mit Entertainment-Anschlüssen sowie Display-Darstellungen wie Reality View Pro entstand.
Als zu Beginn einfachstes Navigationssystem wurde mit dem Audio 50 APS ein Entertainment-System mit DVD-Navigation und 2-D-Kartendarstellung angeboten.
Das Comand APS verfügt über einen Festplattenspeicher, bei dem ein Teil auch für eigene MP3-Dateien verwendet werden kann und eine 3D-Kartendarstellung.
Erweitert werden konnten beide Systeme um das Harman Kardon Logic 7 Surround-Soundsystem mit 15 Lautsprechern und 600 Watt Leistung. Ab Mitte 2012 war zusätzlich als High-End Soundsystem das Bang & Olufsen BeoSound AMG (15 Lautsprecher, 1200 Watt) lieferbar.

### Nachtsicht-Assistent Plus
Mit einer Infrarotkamera wird der gesamte Bereich des Fernlichtes auf dem zentralen Display als Graustufenbild dargestellt. Im Gegensatz zu einer Wärmebildkamera sind bei diesem System zusätzliche Infrarot-Scheinwerfer notwendig. Diese leuchten – für den Menschen unsichtbar – mit Dauerfernlicht, sodass auch Gegenstände ohne Wärme (zum Beispiel Äste oder verlorene Gegenstände) sichtbar werden. Ein weiterer Vorteil liegt in der Bildqualität, die bei Wärmebildkameras prinzipbedingt deutlich schlechter ist. Personen werden von dem System erkannt und auf dem Monitor mit einer Umrahmung besonders kenntlich gemacht. In der E-Klasse kann das Nachtsichtbild im Gegensatz zur S-Klasse nicht im Blickfeld des Fahrers zwischen Tachometer und Drehzahlmesser dargestellt werden. Eine Anzeige erfolgt nur im Monitor des Navigationssystems.

### Sitze
Die serienmäßigen Sitze ließen sich durch zahlreiche Erweiterungen aufwerten.
Bei den aktiv belüfteten Vordersitzen saugen vier Ventilatoren im Sitzkissen und Lehne kühle Luft aus dem Bereich unter dem Sitz an und verteilen sie unterhalb der Sitzfläche.
Der in dem Vorgängermodell eingeführte Multikontursitz wurde in technischer Hinsicht erweitert. Die Seitenwangen lassen sich um insgesamt neun Zentimeter verstellen, bisher waren es nur fünf Zentimeter. Ein vorderes Luftpolster vergrößert die Sitztiefe erstmals um bis zu 50 Millimeter.
Der Aktiv-Multikontursitz stellt eine Erweiterung des Multikontursitzes dar. Bei ihm verändern Piezo-Ventile an den Luftkammern je nach Lenkradeinschlag, Fahrgeschwindigkeit und Querbeschleunigung das Volumen der Luftkammern, wodurch ein höherer Seitenhalt gewährleistet wird. Bestandteil dieses Sitzes ist auch eine Massagefunktion in der Rückenlehne, welche aus sieben Luftkammern besteht.
Für die Limousine konnten für den Fond-Bereich erstmals Einzelsitze bestellt werden, in der Mitte befindet sich dann ein großes Staufach mit Cupholdern. Bestandteil ist dort eine Sitzheizung und eigenständige Kopfstützen.
Im Kombi war auch eine dritte Sitzreihe mit zwei Sitzen für den Kofferraum bestellbar. Diese ist in den Ladeboden versenkbar und entgegen der Fahrtrichtung gerichtet, ähnlich der Dos-à-dos Sitzanordnung, bezogen auf die zwei hinteren Sitzreihen. Der Zugang erfolgt über die Kofferraumtür. Die Sitze sind für Erwachsene nicht geeignet.

### Spur-Paket
Das Spur-Paket bietet einen Spurhalte- und einen Totwinkel-Assistenten. Über eine Kamera hinter der Windschutzscheibe werden die Fahrspurmarkierungen erkannt und bei unbeabsichtigtem Verlassen der Fahrspur mittels Lenkradvibration eine Warnung ausgelöst.
Beim Totwinkel-Assistent wird mittels Radarsensoren der Bereich seitlich hinter dem Fahrzeug überwacht. Wird ein anderes Fahrzeug im Bereich des toten Winkels erkannt, so leuchtet eine rote LED in dem jeweiligen Außenspiegel auf. Setzt der Fahrer zu einem Spurwechsel an, so erfolgt eine akustische Warnung.

### Verkehrszeichenerkennung
Das System erkennt über eine vorausschauende Kamera Verkehrszeichen mit Geschwindigkeitsbeschränkungen und zeigt diese im Kombiinstrument an.

## Auszeichnungen
Im Frühjahr 2009 erhielt die E-Klasse das vom TÜV Süd verliehene Umweltzertifikat nach der ISO-Richtlinie 14062. Es bescheinigt, dass dieses Auto während seines gesamten Lebenszyklus – von der Herstellung über den täglichen Betrieb bis zur Verwertung – die Umwelt weniger belastet als vergleichbare Produkte. Zur Ermittlung dieser Bilanz wurden 40.000 Einzelprozesse herangezogen; daraus resultierend kam das Öko-Profil zustande. Untersucht wurden alle umweltrelevanten Prozesse von der Entwicklung über die Produktion und Nutzung bis zur Verwertung. Gegenüber dem Vorgängermodell – der Baureihe 211 – stößt die Baureihe 212 im Laufe ihres gesamten Lebenszyklus 14 % weniger CO2-Emissionen aus.
Am 15. Mai 2009 gab Auto Bild die Ergebnisse des AUTO BILD Design Awards bekannt, an dem 100.000 Personen abgestimmt haben. Die E-Klasse ist Deutschlands schönstes Auto 2009. 13 % der Stimmen sind der Meinung, dass die E-Klasse das schönste Auto 2009 überhaupt ist. Es ist die höchste Zustimmung seit Beginn der Preisverleihung. Zum Vergleich: 2008 war der Audi A4 das schönste Auto mit 6,89 %.
Auch das E-Klasse Coupé belegt in der Kategorie „Coupés und Cabrios“ mit 24,9 % aller Stimmen Platz eins.
Am 26. November 2009 gewann die E-Klasse bei der Auto Trophy 2009, vergeben von der Auto Zeitung, die Auszeichnung Beste Oberklasse-Limousine. An dieser Leserumfrage haben sich 104.442 Leser beteiligt.
Am 30. November 2009 wurde der E 63 AMG zum Sportscar des Jahres 2009 als beste Sportlimousine ausgezeichnet. Diese Leserumfrage basiert auf den Votings von 51.637 Lesern der Auto Bild Sportscars.
Am 3. Dezember 2009 wurde ihr die Auszeichnung TOPauto 2010 in der „Business-Klasse“ verliehen. Dieser Preis wird durch 150 Motorjournalisten aus Deutschland, Österreich und der Schweiz bestimmt.
Am 14. Januar 2010 wurde die E-Klasse vom ADAC als Auto 2010 mit dem Gelben Engel ausgezeichnet. Diese Auszeichnung basierte auf einer Umfrage, an der rund 250.000 Personen teilnahmen.
Am 28. Januar 2010 wurde die E-Klasse mit der Auszeichnung Die besten Autos 2010: Obere Mittelklasse geehrt. Diese Auszeichnung wird von der Auto motor und sport vergeben und basiert auf einer Umfrage, an der knapp 100.000 Leser teilgenommen haben. Mit 35,8 % übertraf die E-Klasse den Vorjahressieger Audi A6, der 27,6 % erreichte.
Am 12. Februar 2010 wurde der gesamten E-Klasse-Familie der GOOD DESIGN Award von dem Chicago Athenaeum – Museum of Architecture verliehen. „Dieser ist der älteste Preis für herausragende Produktgestaltung“ und wird bereits seit 60 Jahren ausgeschrieben.
Weiterhin erhielt die E-Klasse auch Auszeichnungen aus Europa. So ist der W 212 in Österreich mit dem Großen Österreichischen Automobilpreis 2009 zum beliebtesten Premium-Automobil der Österreicher gekürt worden. In der Türkei wurde sie zum besten Auto des Jahres und in Irland zum Continental Irish luxury/sports car of the Year ernannt.
Auch den EuroCarBody Award 2009, bei dem die Rohkarosserie bewertet wurde, konnte die E-Klasse für sich entscheiden. Das Karosserie-Gesamtgewicht liegt bei 492 kg und die Karosserie besitzt eine Torsionssteifigkeit von 29.920 Nm/°. Somit gewann ihre Stahlkarosserie vor zwei Aluminiumkarosserien (2. Jaguar XJ; 3. Audi R8 Spyder).
Außerdem ist der E 250 CDI BlueEFFICIENCY Auto des Jahres 2009 mit bester Öko-Leistungs-Bilanz geworden.

## Neuzulassungszahlen
Im Segment der Oberen Mittelklasse wurden im Jahr 2015 in Deutschland 113.978 Neufahrzeuge zugelassen, davon 17,3 % an private und 82,7 % an gewerbliche Halter. Mit insgesamt 108.063 Fahrzeugen entfiel der Großteil der Neuzulassungen auf die Marken Audi, BMW und Mercedes-Benz.
In der deutschen Neuzulassungsstatistik positionierte sich die E-Klasse gegen ihre Konkurrenten folgendermaßen:
| Modell mit Erscheinungsjahr | Fahrzeuge im Gesamtjahr 2009 | Fahrzeuge im Gesamtjahr 2010 | Fahrzeuge im Gesamtjahr 2011 | Fahrzeuge im Gesamtjahr 2012 | Fahrzeuge im Gesamtjahr 2013        | Fahrzeuge im Gesamtjahr 2014        | Fahrzeuge im Gesamtjahr 2015         |
| --------------------------- | ---------------------------- | ---------------------------- | ---------------------------- | ---------------------------- | ----------------------------------- | ----------------------------------- | ------------------------------------ |
| Audi A6 (2011)              | 32.887                       | 30.079                       | 46.076                       | 52.710                       | 40.813 davon Privatpersonen: 13,2 % | 39.596 davon Privatpersonen: 13,6 % | 44.095 davon Privatpersonen: 13,5 %  |
| BMW 5er (2010)              | 34.374                       | 46.014                       | 59.756                       | 48.107                       | 44.468 davon Privatpersonen: 14,2 % | 38.733 davon Privatpersonen: 12,5 % | ,33.108 davon Privatpersonen: 11,5 % |
| Mercedes E-Klasse (2009)    | 50.867                       | 67.409                       | 61.371                       | 45.840                       | 41.159 davon Privatpersonen: 31,6 % | 37.117 davon Privatpersonen: 31,3 % | 30.860 davon Privatpersonen: 28,2 %  |